# Первая Республика Армения
Первая Республика Армения (Республика Армения, Демократическая Республика Армения (Армянская демократическая республика), Араратская Республика (Республика Арарат), Эриванская Республика (Ереванская Республика, Республика Эривань/Ереван)) — независимое государство, де-факто провозглашённое 28 мая 1918 года в Тифлисе в ходе распада Закавказской демократической федеративной республики, просуществовавшей с 22 апреля по 18 мая 1918 года.
Самостоятельное армянское государство претендовало на территорию Эриванской губернии, бо́льшую часть Карсской области, а также на часть территории Елизаветпольской губернии (Зангезурский уезд, горные районы Джеванширского, Елизаветпольского, Казахского, Карягинского, Шушинского уездов) и Тифлисской губернии (Ахалкалакский, Борчалинский уезды) бывшей Российской империи, что приблизительно соответствовало территории исторической Восточной Армении.
По Севрскому мирному договору 1920 года за ней признавались также бо́льшая часть территории, отвоёванная в период Первой мировой войны Русской императорской армией и армянскими добровольческими отрядами (см. Кавказский фронт ПМВ), а именно — частей Ванского, Эрзурумского и Битлисского, а также Трабзонского вилайетов Османской империи.
На Парижской мирной Конференции 1920 года делегация от Армянской Республики также озвучила претензии на ряд других исторических западноармянских областей, с значительным до Геноцида армянским населением, не вошедших в состав Первой Республики согласно Севрскому договору: значительную часть Харбердского, восточную и центральную часть Сивасского, некоторые районы Ванского и Эрзерумского вилайетов, северную часть Диярбекирского вилайета, Киликию (с выходом к Средиземному морю), а также западную часть Трабзонского вилайета.
Перед правительством новосозданной республики стояла задача не только восстановления армянской государственности, но и обеспечения физического существования армянского народа.
Геополитическая ситуация, в которой оказалась Республика Армения, сразу же после её провозглашения, была крайне неблагоприятной. Турецкое наступление в Восточной Армении, Армяно-турецкая война, завершившаяся поражением Армении и потерей значительных территорий, наличие десятков тысяч беженцев из Западной Армении, устремившихся в Республику Армения, враждебные отношения с Азербайджаном — все эти и прочие обстоятельства вынуждали руководство Армении искать наиболее выгодные политические союзы.
Власти Армении рассчитывали на поддержку странами Антанты их требований на Парижской мирной конференции. Особые надежды возлагались на получение американского мандата на Армению. Эти надежды, впрочем, не оправдались. Подписанный 10 августа 1920 года Севрский мирный договор, по которому Турция признавала Армению как «свободное и независимое государство», так и не вступил в силу.
Ещё в 1918 году руководство Армении стремилось установить отношения с Россией, исходя из необходимости разорвать политическую и экономическую блокаду, приобрести в лице российского государства надёжного партнёра, решить вопрос внешнеполитической идентичности, устранить факторы, угрожающие безопасности нового армянского государства. Россия, однако, в этот период сама была втянута в кровопролитную гражданскую войну, исход которой был непредсказуемым. Поэтому, несмотря на политические и идеологические разногласия, руководители Армении пытались установить взаимовыгодные отношения и с Советской Россией, и с лидерами Белого движения. В апреле 1919 года парламент Республики Армения принял решение о соблюдении нейтралитета и невмешательстве в борьбу между РСФСР и Добровольческой армией Юга России.
После краха Белого движения крайне негативным фактором, сказавшимся на судьбе самостоятельного армянского государства, стал политический альянс между Советской Россией и кемалистской Турцией. В сентябре 1920 года Турция начала крупномасштабное вторжение в Армению. Потеряв за два месяца две трети довоенной территории Армении, дашнакское правительство было вынуждено заключить перемирие, а 2 декабря Армения и Турция подписали Александропольский договор, по которому Армения признала переход утраченных районов под контроль Турции. В тот же день в Эривани было подписано соглашение между РСФСР и Республикой Армения, по которому правительство Армении сменялось и она провозглашалась советской республикой, тем самым, приостановилась многовековая борьба за контроль над Закавказьем.

## История

### 1917 год

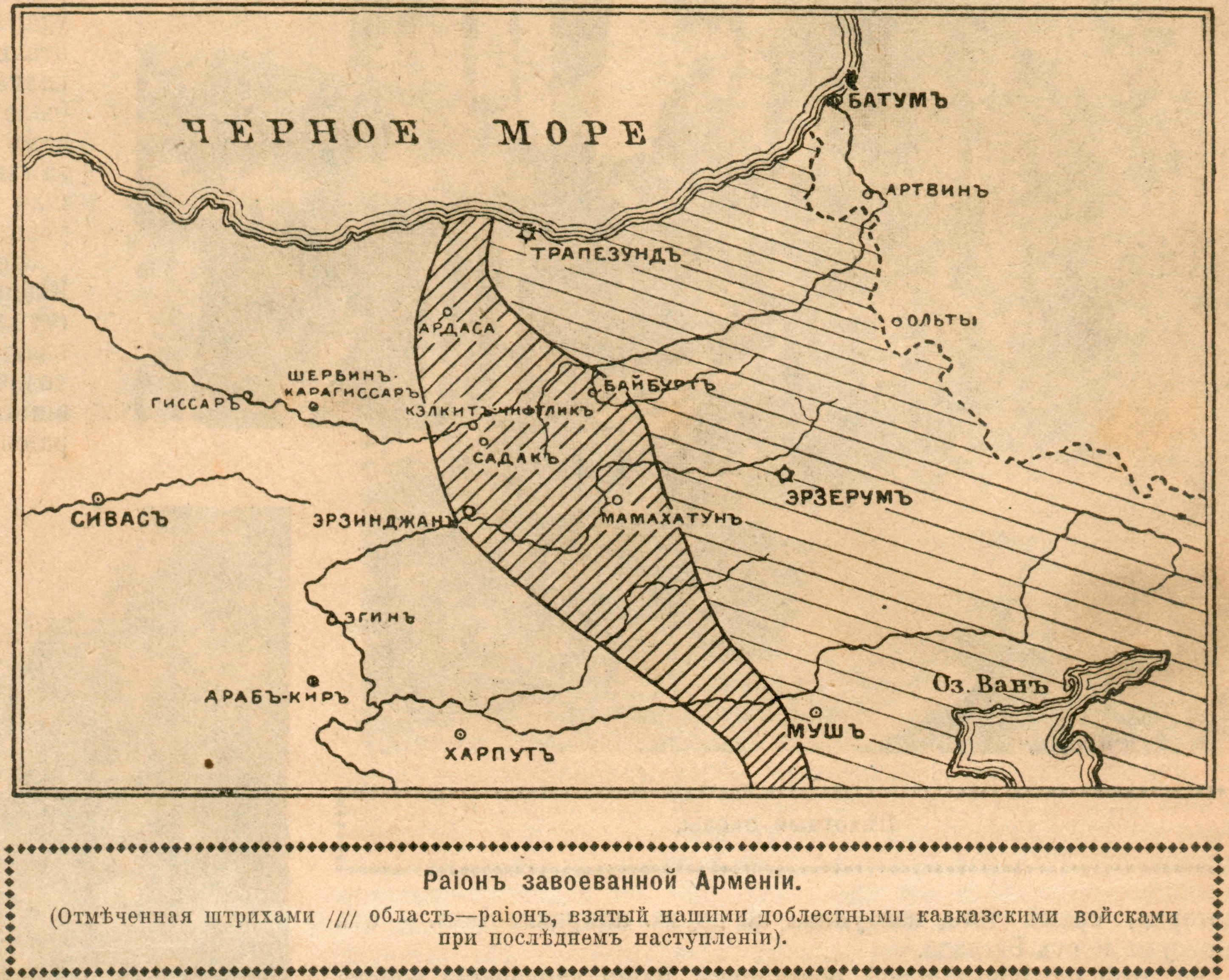
Кавказский фронт ПМВ. Территория Западной Армении, занятая русскими войсками к лету-осени 1916 г. Журнал Нива № 31 — 1916 г.

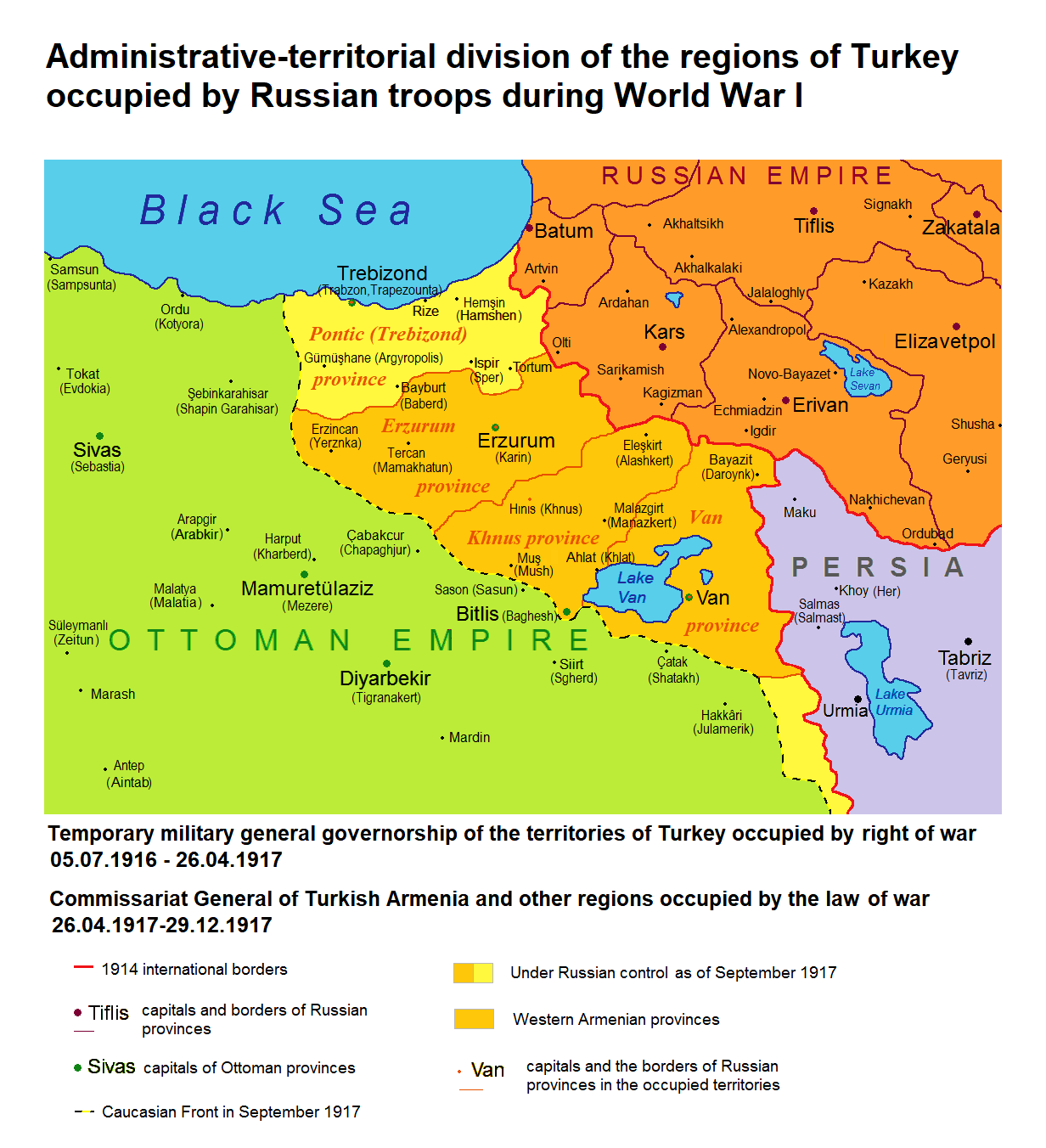
Административно-территориальное деление Западной Армении и других территорий Османской империи, занятых русскими войсками к осени 1917 г.

К началу 1917 года Русская Кавказская армия продвинулась вглубь территории Османской империи более чем на 250 км, овладев важнейшими и крупными городами — Эрзерумом, Ваном, Трапезундом, Эрзинджаном и Мушем, стояла на подступах к Битлису. Кавказская армия выполнила свою основную задачу — защиту Закавказья от вторжения турок на огромном фронте, протяжённость которого составляла, включая Персидский театр, свыше 2400 км.
Созданное в результате Февральской революции в России Временное правительство 9 (22) марта 1917 сформировало в Тифлисе для управления Закавказьем Особый Закавказский Комитет (ОЗАКОМ), состоявший из членов 4-й Государственной думы от буржуазно-националистических партий. Армению представлял Михаил Пападжанов.
В конце сентября — начале октября в Тифлисе состоялся армянский национальный съезд, в котором приняли участие свыше 200 делегатов (большинство — от партии «Дашнакцутюн»). Для координации действий и управления армянским национальным движением съезд создал два органа: Генеральный совет, в котором различные партии и течения были представлены в соответствии с числом их членов, и Национальный совет (Армянский национальный совет) — исполнительный орган, состоявший из 15 членов: 6 дашнаков, 2 эсеров, 2 социал-демократов, 2 народников и 3 беспартийных. В него вошли Арам Манукян, Аветис Агаронян, Никол Агбалян, X. Карджикян, Рубен Тер-Минасян и А. Бабалян («Дашнакцутюн»); А. Стамболцян и А. Тер-Оганян (эсеры); М. Гарабекян и Г. Тер-Газарян (социал-демократы); С. Арутюнян и М. Бабаджанян (народники); С. Мамиконян, Т. Бегзадян и П. Закарян (беспартийные).
После Октябрьского вооружённого восстания, свергшего Временное правительство, на смену ОЗАКОМу пришёл Закавказский комиссариат — правительство Закавказья, созданное в Тифлисе 15 (28) ноября 1917 года. В него вошли представители грузинских меньшевиков, эсеров, армянских дашнаков и азербайджанских мусаватистов. По отношению к Советской России Закавказский комиссариат занял откровенно враждебную позицию, поддерживая все антибольшевистские силы Северного Кавказа в совместной борьбе против Советской власти и её сторонников в Закавказье.
Ещё Февральская революция вызвала хаос и брожение в войсках Кавказского фронта, которым с 1915 года командовал генерал Н. Юденич. Сам командующий в мае был снят за невыполнение предписания Временного правительства и переведён в Туркестан, а армия тем временем постепенно утрачивала боеспособность. Большинство противостоявших ей турецких войск было отведено на юг, отражать удары британских войск в Палестине и Месопотамии. В течение 1917 года русская армия постепенно разлагалась, солдаты дезертировали, отправляясь по домам, и к концу года Кавказский фронт оказался развален полностью. 5 (18) декабря 1917 года между русскими и турецкими войсками было заключено так называемое Эрзинджанское перемирие. Это привело к массовому отходу русских войск из Западной (Турецкой) Армении на территорию России.
Турецким силам в Закавказье противостояли лишь несколько тысяч кавказских (в основном армянских) добровольцев под командой двухсот офицеров.
Ещё при Временном правительстве, к середине июля 1917 года, на Кавказском фронте по предложению армянских общественных организаций Санкт-Петербурга и Тифлиса было создано 6 армянских полков. К октябрю 1917 года здесь действовали уже 2 армянские дивизии. 13 (26) декабря 1917 год новый главнокомандующий Кавказским фронтом генерал-майор Лебединский образовал добровольческий армянский корпус, командующим которого был назначен генерал Ф. Назарбеков (позднее — главнокомандующий вооружёнными силами Республики Армения), а начальником штаба — генерал Вышинский. По просьбе Армянского национального совета особым комиссаром при главнокомандующем Назарбекове был назначен «генерал Дро». Позднее в Армянский корпус вошла также Западноармянская дивизия под командованием Андраника.
К концу 1917 года Армянский корпус был сформирован в следующем составе:
- 1-я дивизия (командир генерал Арамян);
- 2-я дивизия (полковник Мовсес Силиков);
- конная бригада (полковник Горганян);
- Западноармянская дивизия (генерал-майор Андраник Озанян);
- Лорийский, Шушинский, Ахалкалакский и Казахский полки.

### 1918 год

Наступление турецких войск в 1918 году

/Переход на григорианский календарь в Закавказье был осуществлён 13 апреля 1918 г. Даты до 13 апреля указываются по старому и новому стилю, позднее — только по новому/

#### Турецкое наступление
В первой половине февраля (по новому стилю) турецкие войска, воспользовавшись развалом Кавказского фронта и нарушив условия декабрьского перемирия, развернули под предлогом необходимости защиты мусульманского населения Западной Армении крупномасштабное наступление на Эрзерумском, Ванском и Приморском направлениях, в первые же дни заняв Эрзинджан. Туркам в Западной Армении противостоял фактически лишь добровольческий Армянский корпус, состоявший из трёх дивизий неполного состава, который не оказал серьёзного сопротивления превосходящим силам турецкой армии.
Армянские войска, пытавшиеся защитить уходивших вместе с ними беженцев-армян, с огромными трудностями отступали из Эрзинджана к Эрзеруму, подвергаясь ударам преследовавших их турецких войск и курдских конных отрядов. Отступление многотысячной толпы происходило в условиях страшной зимы и привело к большим жертвам среди армянских беженцев и войск. Страдания, которым подвергались эти люди, не могли не привести к актам мести в отношении мирного мусульманского населения — все селения мусульман на пути отступающих были сожжены или разрушены, население либо бежало, либо было уничтожено. Война превратилась в армяно-турецкую резню, в которой стороны не брали пленных и не соблюдали никаких правил ведения войны.
11 (24) февраля турецкие войска заняли Трапезунд.

#### Закавказский сейм
10 (23) февраля в Тифлисе Закавказским комиссариатом был созван Закавказский сейм, который возглавил грузинский меньшевик Н. С. Чхеидзе. В его состав вошли депутаты, избранные от Закавказья во Всероссийское учредительное собрание, и представители местных политических партий.
На первом же заседании Закавказского сейма развернулась горячая дискуссия по вопросу о независимости Закавказья и отношениях с Турцией ввиду развернувшегося широкомасштабного наступления турецких войск. Армянская сторона предложила оставить Закавказье в составе России на правах автономии, разделённой на национальные кантоны, а в отношениях с Турцией — настаивать на самоопределении Западной Армении. Азербайджанская делегация, со своей стороны, заявила, что Закавказье должно решать свою судьбу независимо от России, заключив мир с Турцией на основе отказа от вмешательства в её внутренние дела. Грузинская сторона в основном поддержала азербайджанцев в вопросе о провозглашении независимости Закавказья и заключении самостоятельного договора с Турцией, поскольку у Закавказья просто не было сил для военного противостояния Турции.
В связи с упорной позицией армянской фракции вопрос о провозглашении независимости был временно отложен. Что касается позиции Закавказья на будущих переговорах с Турцией о мире, то после длительного обсуждения Сейм принял следующую резолюцию:
1. В создавшихся условиях Сейм считает себя полномочным заключить договор с Турцией. 
2. Начиная переговоры с Турцией, Сейм преследует цель заключить окончательное перемирие. 
3. Договор о мире должен быть основан на принципе восстановления русско-турецких границ 1914 года, к моменту начала войны. 
4. Делегация должна попытаться приобрести для народов Восточной Анатолии права на самоопределение, в частности — автономию для армян в составе Турции.
Пока в Сейме шло согласование позиций, 21 февраля (6 марта) турки, сломив трёхдневное сопротивление немногочисленных армянских добровольцев, с помощью местного мусульманского населения овладели Ардаганом. 27 февраля (12 марта) началось отступление армянских войск и беженцев из Эрзерума. 2 (15) марта многотысячная отступающая толпа достигла Сарыкамыша. С падением Эрзерума турки фактически вернули контроль над всей Западной Арменией.
2 (15) марта командующий армянским корпусом генерал Назарбеков был назначен командующим фронтом от Олту до Маку; линию Олту — Батум должны были защищать грузинские войска. Под командованием Назарбекова находилось 15 тыс. человек на фронте протяжённостью 250 км.

#### Трапезундские переговоры
23 февраля (8 марта) делегация Закавказского сейма, возглавляемая А. Чхенкели, прибыла в Трапезунд, где её несколько дней продержали на корабле, не разрешая сойти на берег ввиду отсутствия турецкой делегации. Мирная конференция началась лишь 1 (14) марта.
3 марта Турция подписала Брестский мир с Советской Россией. Согласно ст. IV Брестского мирного договора и русско-турецкому дополнительному договору, Турции передавались не только территории Западной Армении, но и населённые грузинами и армянами области Батума, Артвина, Ардагана, Ольты, Кагызмана и Карса, аннексированные Россией в результате Русско-турецкой войны 1877—1878 годов. РСФСР обязывалась не вмешиваться «в новую организацию государственно-правовых и международно-правовых отношений этих округов», восстановить границу «в том виде, как она существовала до русско-турецкой войны 1877—78 года», и распустить на своей территории и в «оккупированных турецких провинциях» (то есть в Западной Армении) все армянские добровольческие дружины.
На ход Трапезундских переговоров решающее влияние оказало соотношение сил в регионе: Турция, только что подписавшая на выгоднейших условиях мирный договор с Россией и уже фактически вернувшаяся к границам 1914 года, потребовала от закавказской делегации признать условия Брестского мира. Закавказская делегация, претендуя на самостоятельность и отвергая Брестский договор, рассчитывала заключить сепаратный мир с Турцией на более выгодных условиях — восстановление государственных границ 1914 года и самоопределение для Восточной Анатолии в рамках турецкой государственности. Исходя из военного превосходства, турецкая сторона отказалась даже обсуждать эти требования.
Уже на этом этапе вскрылись серьёзные разногласия между национальными партиями Закавказья по вопросу о том, какие территории Закавказье могло бы уступить Турции. Когда же руководитель закавказской делегации А. И. Чхенкели 23 марта (5 апреля), учитывая продолжающееся наступление турецких войск, выразил готовность пойти на компромисс как в территориальном вопросе, так и вопросе о судьбах турецких армян, турецкая делегация предъявила один за другим два ультиматума с требованием признать Брест-Литовский договор и провозгласить независимость Закавказья. Полученное наконец согласие уже не удовлетворило турок, которые, воодушевлённые военными победами, были намерены перейти и русско-турецкую границу 1877—1878 годов и перенести военные действия вглубь Закавказья. Сейм прервал переговоры и отозвал делегацию из Трапезунда, официально вступив в войну с Турцией. При этом представители азербайджанской фракции в Сейме открыто заявили, что в создании общего союза закавказских народов против Турции они участвовать не будут, учитывая их «особые религиозные связи с Турцией».
Тем временем 1 (14) апреля турки без боя заняли Батум, захватив в плен часть оборонявших его грузинских войск. Стало известно, что к наступающим присоединились мусульмане Аджарии и Ахалциха. Грузинские части были вынуждены под натиском регулярной турецкой армии отступать, даже когда турки заняли грузинские христианские территории — Озургети в Гурии — и вышли на подступы к Карсу.

#### Закавказская федерация
9 (22) апреля на заседании Закавказского сейма после бурных дебатов, несмотря на противодействие армянской делегации, было принято решение отделиться от России и провозгласить Закавказье самостоятельной демократической федеративной республикой. Как заявил в своём обращении к грузинским меньшевикам член армянской делегации эсер Туманян: 

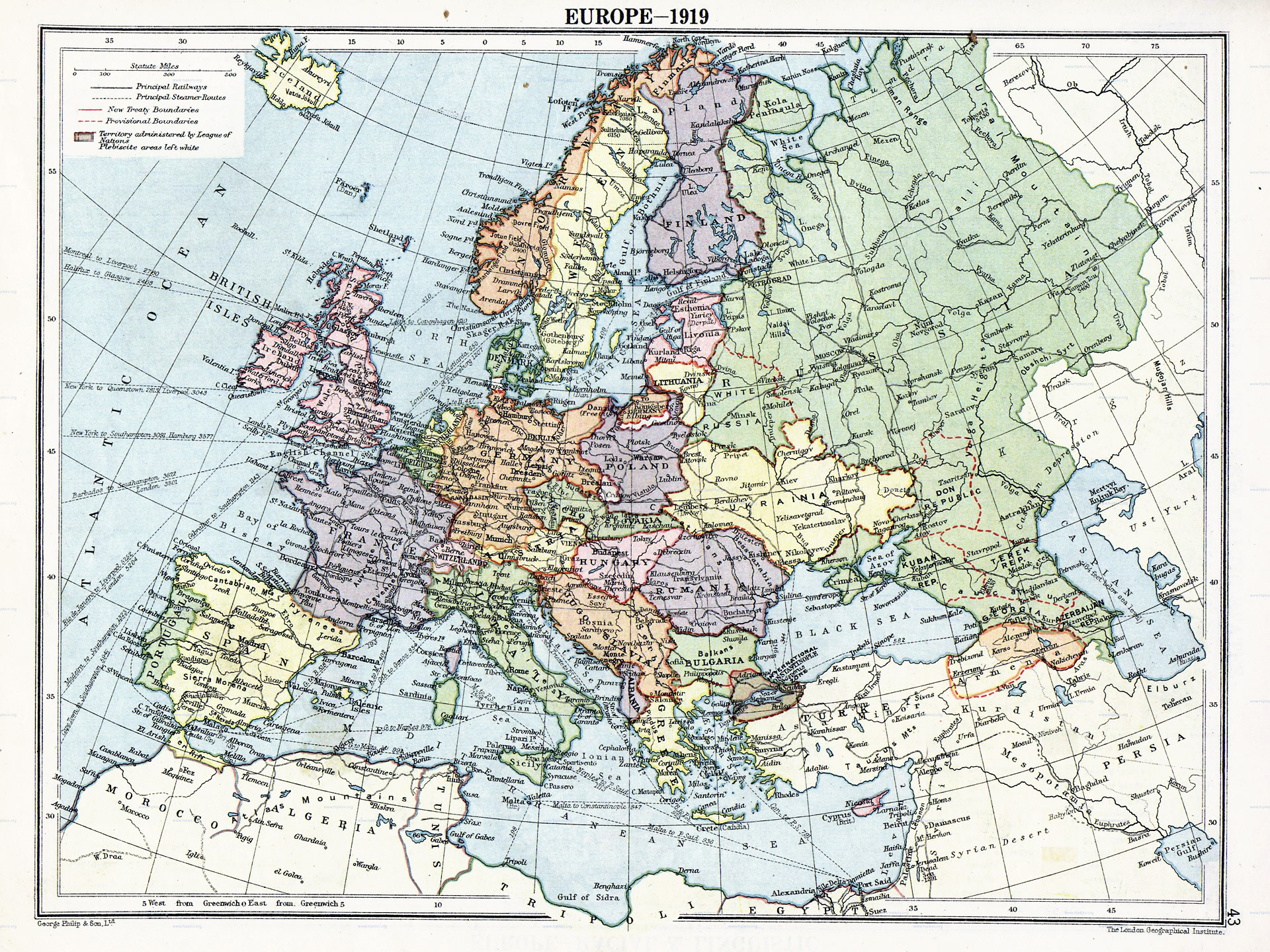
Республика Армения на карте Европы. 1919 год.

Для вас должно быть ясным, что в настоящих условиях провозглашение независимости Закавказья не что иное, как стать рабом Турции. Независимое Закавказье не только не принесёт мира с Турцией, не только не улучшит наше положение, но и наденет на нас цепи рабства.

 Грузинская делегация, однако, рассматривала разрыв с Советской Россией и провозглашение независимости как возможность достижения соглашения о мире с Турцией.
На том же заседании была принята отставка правительства Е. П. Гегечкори. Новое правительство было поручено сформировать А. И. Чхенкели.
Новое правительство направило закавказским (армянским) войскам, занимавшим позиции в районе Карса, приказ о заключении перемирия. Командующий Армянским корпусом генерал Назарбеков приказал командиру 2-й дивизии генералу Силикову и начальнику крепости Карса генералу Дееву прекратить военные действия и начать переговоры с турками об установлении демаркационной линии. Командующий турецкими войсками на запрос армянской стороны о прекращении огня потребовал до начала переговоров вывести армянские войска на значительное удаление от крепости и дать возможность турецким войскам беспрепятственно войти в город. Из Тифлиса армянским войскам поступил приказ немедленно прекратить военные действия и принять условия турецкой стороны. 12 (25) апреля армянские войска покинули Карс вместе с 20-тысячным населением города. В 9 часов вечера в Карс вошла 11-я турецкая дивизия. Несмотря на то, что закавказское правительство выполнило все требования турецкой стороны, турки продолжили наступление, и армянская дивизия под их натиском отступала к Александрополю (современное название — Гюмри).
Несмотря на резкие протесты Армянского национального совета и отставки армянских представителей в правительстве Чхенкели в связи со сдачей Карса, Чхенкели остался на своём посту и начал готовиться к новым переговорам с Турцией. Мирная конференция открылась в Батуме 11 мая.
Переговоры, продолжавшиеся с 11 по 26 мая, выявили острые внешнеполитические разногласия между армянским, грузинским и мусульманским национальными советами, что в конце концов привело к созданию отдельных национальных государств.
На переговорах Турция предъявила ещё более тяжёлые условия, чем предусматривал Брест-Литовский договор, — Закавказье должно было уступить Турции, помимо Батумской и Карсской областей, ещё дополнительно Ахалцихский и Ахалкалакский уезды Тифлисской губернии, две трети территории Эриванской губернии, а также контроль над Закавказской железной дорогой (железные дороги Карс — Александрополь и Александрополь — Джульфа).

Даже германские союзники Турции заявили протест в связи с её столь обширными экспансионистскими планами. Как сообщал 12 мая в Берлин официальный представитель Германии в Тифлисе генерал фон Лоссов: 

Турция потеряла чувство меры и переступила через все разумные границы. Она требует чисто армянские провинции Ахалкалак, Александрополь и части Ереванской провинции, что вопиющим образом нарушает Брест-Литовский договор. Они намерены полностью уничтожить армян Закавказья. Сегодня вечером они предъявили Закавказью ультиматум, чтобы турецким войскам было позволено через Александрополь пройти в Джульфу, и об этом они мне ничего не сообщили. Я протестовал по этому поводу.

В ночь с 14 на 15 мая Турция предъявила ультиматум о сдаче Александрополя и отводе армянских войск от города на расстояние 25 км. Вечером 15 мая турки начали артиллерийский обстрел города и одновременно пошли в наступление. Армянские войска оставили Александрополь и отступили в двух направлениях: 2-я дивизия — на юг к Сардарапату, а отряд под командованием генерала Андраника Озаняна — к Джалал-Оглы (современный Степанаван).
Тем временем в Тифлисе царила паника. Сотни тысяч беженцев из Западной Армении, опасающихся за свою жизнь в случае, если турецкие войска займут Тифлис, продолжили бегство на север, в сторону Владикавказа. 24 мая Терско-Дагестанское правительство в результате массового наплыва беженцев закрыло перед ними границу.
В этой ситуации Грузинский национальный совет обратился за помощью и покровительством к Германии. Германское командование рекомендовало Грузинскому национальному совету незамедлительно провозгласить независимость и официально просить Германию о покровительстве, чтобы избежать турецкого нашествия и гибели. 19 мая генерал фон Лоссов предложил свои посреднические услуги закавказской делегации на батумских переговорах. 20 мая в Батум прибыли представители Армянского национального совета А. Оганджанян и А. Зограбян, обратившиеся 22 мая к фон Лоссову с просьбой о покровительстве германского правительства над Арменией.
С падением Карса и Александрополя Армения оказалась полностью отрезана от внешнего мира. Пути к бегству от наступающих турецких войск были перекрыты. В этой ситуации выбирать можно было лишь между гибелью и неимоверным напряжением всех сил общества для победы.
21 мая турки с запада вышли на подступы к Сардарапату (современный Армавир), 22 мая на северо-западе захватили станцию Амамлу (современный Спитак), откуда им открылась дорога на Эривань.
В период с 21 по 28 мая армянским регулярным войскам и ополченцам удалось остановить турок под Караклисом (современный Ванадзор) и Баш-Апараном, а в Сардарапатском сражении турецкие войска были разбиты наголову и были вынуждены отступить к Александрополю.
Тем временем 24 мая фон Лоссов сообщил закавказской делегации, что Турция отказала ему в посредничестве, а 25 мая сообщил, что из достоверных источников ему стало известно о распаде Закавказской республики, в связи с чем eго присутствие в Батуме лишилось смысла, после чего он покинул Батум. Как оказалось, 24 — 25 мая на заседании исполкома Грузинского национального совета было принято германское предложение о покровительстве. 25 мая в Грузии высадились германские войска.

26 мая Закавказский сейм объявил о самороспуске. В решении Сейма говорилось: 

Ввиду того, что по вопросу о войне и мире обнаружились коренные расхождения между народами, создавшими Закавказскую Независимую Республику, и потому стало невозможно выступление одной авторитетной власти, говорящей от имени Закавказья, Сейм констатирует факт распадения Закавказья и слагает свои полномочия.

В тот же день Халил-бей, глава турецкой делегации на батумских переговорах, представил свой последний ультиматум грузинской, армянской и азербайджанской делегациям — каждой по отдельности.

#### Распад Закавказской федерации

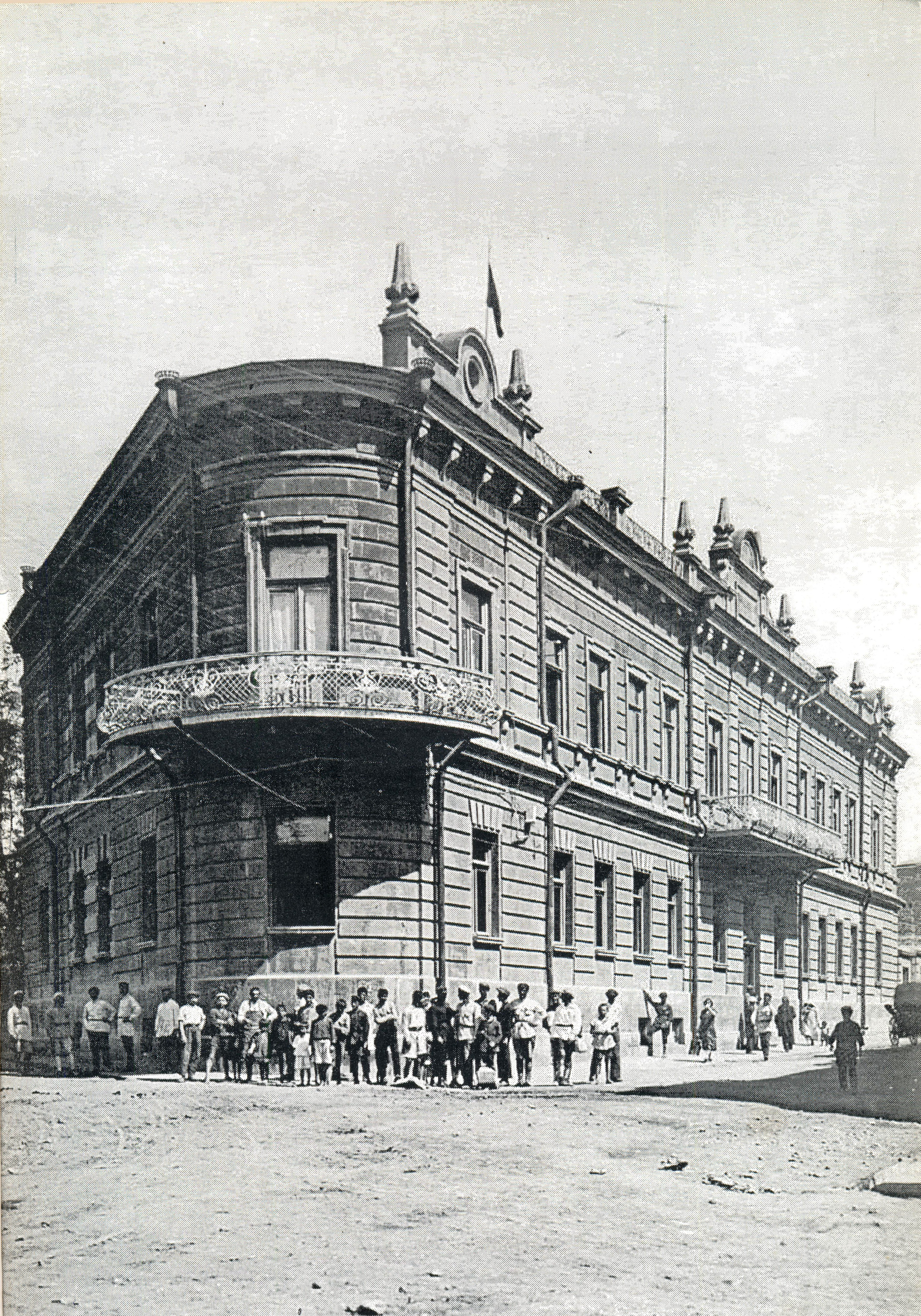
Здание правительства

26 мая на последнем заседании Закавказского сейма было принято предложение грузинской меньшевистской фракции о его роспуске. Вечером того же дня Грузинский национальный совет декларировал независимость Грузии. 27 мая члены мусульманской фракции Закавказского сейма на своём заседании приняли решение взять на себя управление Азербайджаном, объявив себя временным Национальным советом Азербайджана. 28 мая была провозглашена самостоятельная Азербайджанская демократическая республика (АДР).
28 мая Армянский национальный совет в Тифлисе опубликовал в прессе утверждённое ранее на заседании «Обращение к армянскому народу», объявив: «В связи с новой ситуацией, возникшей с упразднением политической целостности Закавказья и провозглашением независимой Грузии и Азербайджана, армянский национальный совет объявляет себя верховной и единственной властью армянских областей», и направил в Батум делегацию для подписания мирного договора с Турцией.

#### Формирование органов власти. Батумский договор

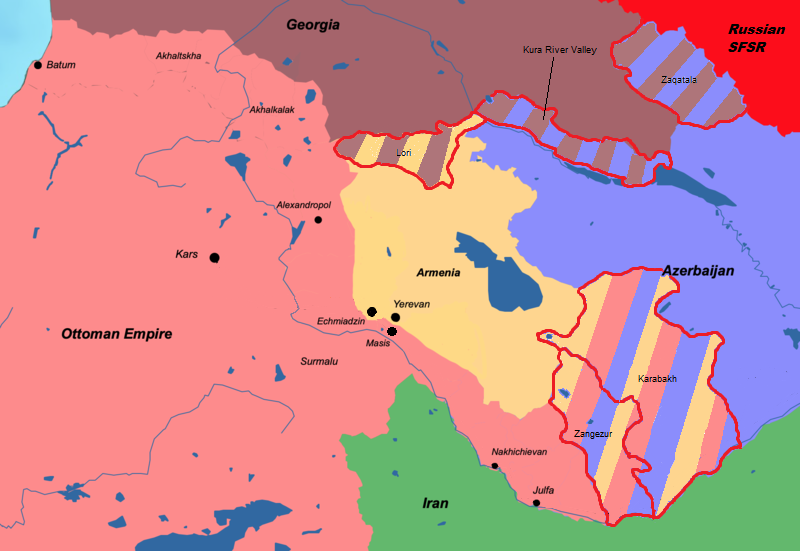
Границы Армении согласно условиям Батумского договора

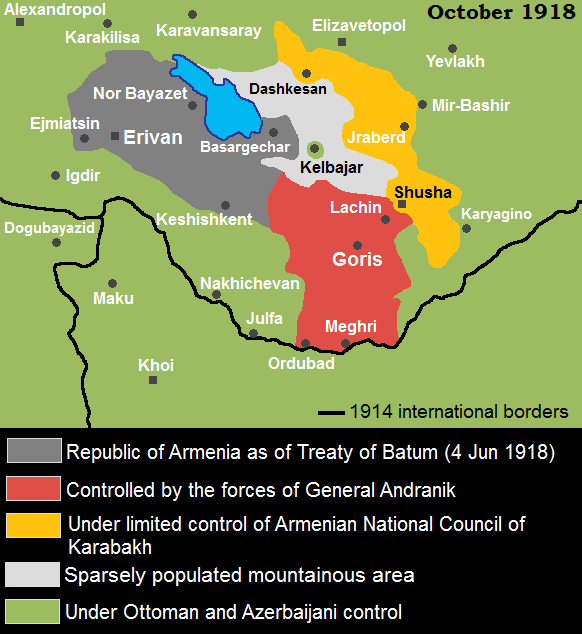
Территория Сюника (красным), находившаяся под контролем генерала Андраника, часть территории (серым) Эриванской губернии, находившаяся под контролем правительства Армении. Территории (жёлтым) под частичным контролем карабахских полевых командиров Армянского Национального Совета Нагорного Карабаха

29 мая на совместном заседании Западного и Восточного бюро Армянской революционной партии Дашнакцутюн на должность премьер-министра Армении была предложена кандидатура Ованеса Качазнуни. 7 июня Армянский национальный совет избрал его председателем правительства (возглавлял кабинет до 7 августа 1919 г.), а столицей государства была выбрана Эривань. Здесь к этому времени уже действовала военная и гражданская администрация под руководством представителя Армянского национального совета Арама Манукяна.
Сражения армянской армии под Сардарапатом, Баш-Апараном и Караклисом позволили на определённое время приостановить продвижение турок, однако в условиях, когда турецкие войска находились в непосредственной близости от Эривани и оккупировали значительную часть армянской территории, Армения была вынуждена пойти на подписание мирного соглашения с турками. 30 мая в Батуме начались переговоры между армянской и турецкой делегациями.
3 июня руководителем армянской делегации Александром Хатисовым под давлением Турции был подписан секретный документ о принятии Арменией на себя определённых обязательств: на протяжении всей войны не сохранять каких-либо дипломатических связей с теми государствами, которые находятся в состоянии войны с Османской империей, — то есть со странами Антанты, включая Россию.
4 июня был заключён Договор о мире и дружбе между османским имперским правительством и Республикой Армения. Турция признала независимость Армении в пределах той территории, которую к этому времени контролировало правительство Республики Армения, — она ограничивалась Ново-Баязетским уездом, восточными половинами Александропольского, Эчмиадзинского, Эриванского и Шарур-Даралагезского уездов. К Турции отошли, кроме районов Карса, Кагызмана и Ардагана (Карсская область), также Сурмалинский, Нахичеванский уезды, западная часть Шарур-Даралагезского, большая часть Эчмиадзинского и Александропольского уездов (Эриванская губерния).
В июле было сформировано правительство Республики Армения. Большинство министерских постов заняли представители партии Дашнакцутюн. Первый состав правительства был обнародован 24 июля. В него вошли премьер-министр Ованес Качазнуни, министр иностранных дел Александр Хатисов (в связи с его отсутствием внешнеполитической деятельностью руководил сам Качазнуни), министр внутренних дел Арам Манукян, министр финансов Хачатур Карчикян, военный министр генерал Ованес Ахвердян.
1 августа начал работу временный высший законодательный орган, образованный в основном из членов Тифлисского и Эриванского национальных советов, — парламент Армении. В его первый состав входили 46 депутатов («Дашнакцутюн» — 18, эсеры — 6, социал-демократы — 6, Армянская народная партия — 6, независимые — 10).

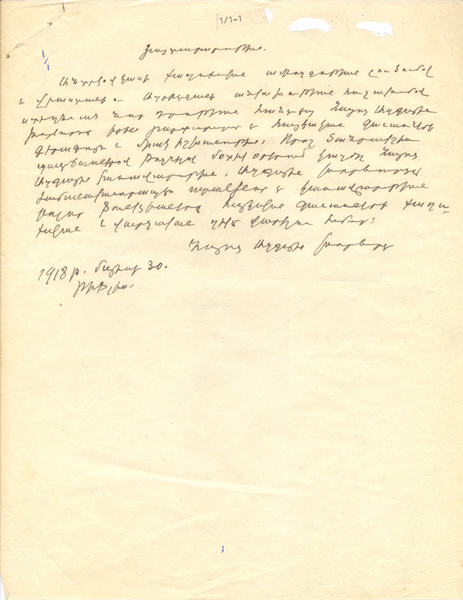
Текст Декларации независимости Армении
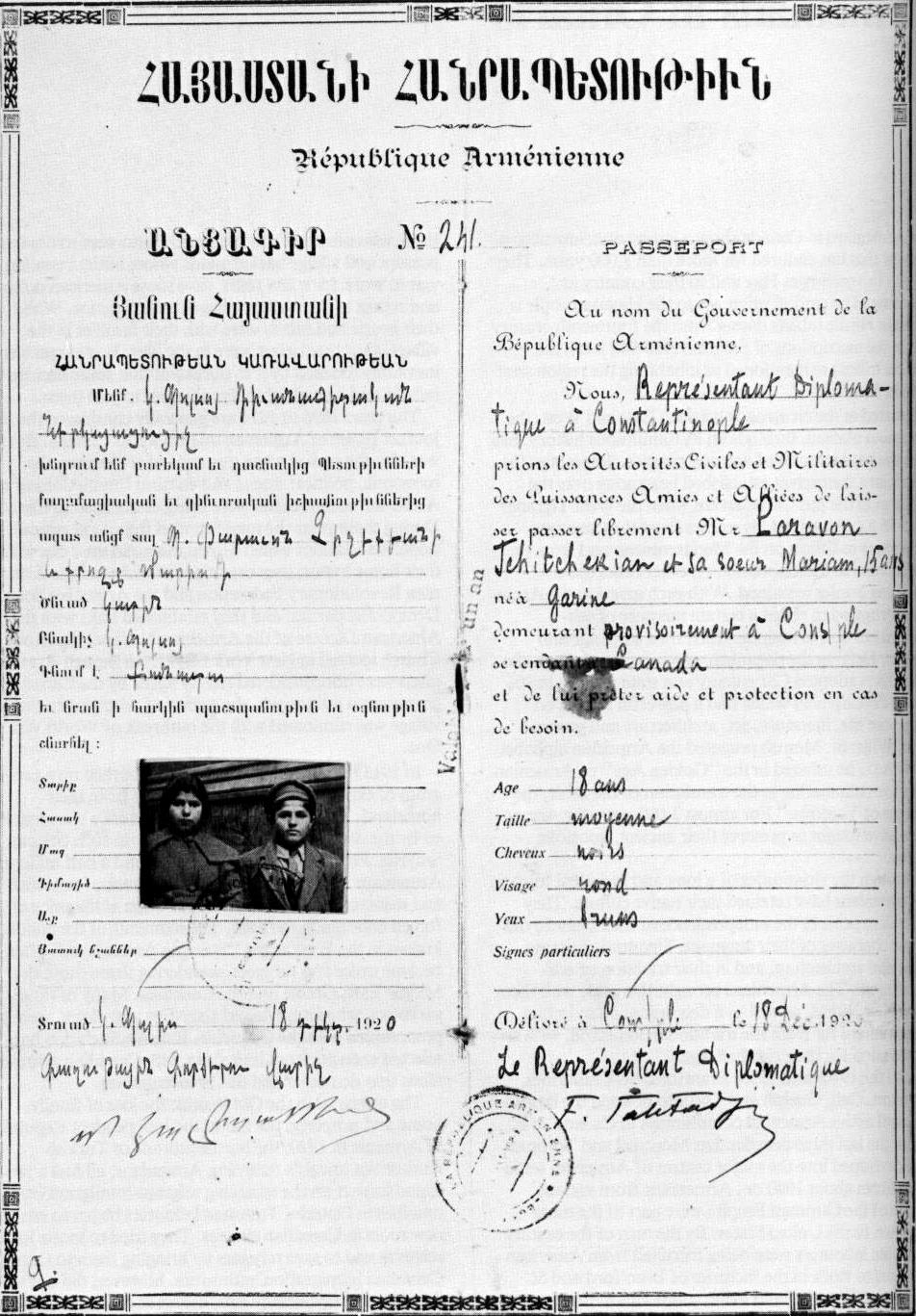
Паспорт гражданина Республики Армения

#### Завершение мировой войны
30 октября Великобритания и Турция подписали так называемое Мудросское перемирие, ознаменовавшее поражение Турции в Первой мировой войне. Оно, в частности, предусматривало вывод турецких войск из Закавказья.
В ноябре Турция уведомила Армению о том, что её войска возвращаются к границам 1914 года. В ноябре армянские войска вступили в Караклис (современный г. Ванадзор), в начале декабря — в Александрополь (современный г. Гюмри). Турки предложили занять освобождаемый ими Ахалкалакский и Борчалинский уезды бывшей Тифлисской губернии с армянским большинством и грузинским меньшинством правительству Армении, немцы — правительству Грузии.
Эвакуирующиеся турецкие войска вывозили с собой всё, что представляло хоть какую-либо ценность, — зерно, скот, топливо, товары, оборудование. Армянские беженцы из Западной Армении, а также из отдельных районов Эчмиадзина, Сурмалу, Шарура, Нахичевани и Ахалкалаки либо были не в состоянии вернуться в свои дома, либо, вернувшись, были обречены на голодную и холодную смерть. Доставка продовольствия из-за рубежа была практически невозможной из-за того, что соседние Грузия и Азербайджан запрещали закупки и вывоз зерна, а поставки зерна с Украины и Северного Кавказа сдерживались кризисом железнодорожного сообщения и отсутствием у властей Армении российской валюты.
Вывод германских и турецких войск привёл к обострению отношений Армении с Грузией и Азербайджаном из-за спорных территорий со смешанным армяно-грузинским и армяно-азербайджанским населением. Грузия претендовала на всю территорию Борчалинского уезда, Азербайджан — на Карабах и Зангезур.
Самостоятельное армянское государство претендовало на территорию Эриванской губернии и Карсской области, а также на часть территории Елизаветпольской губернии (Зангезурский уезд, горные районы Джеванширского, Карягинского, Шушинского, Казахского и Елизаветпольского уездов) и Тифлисской губернии (Ахалкалакский и южная часть Борчалинского уездов) бывшей Российской империи, что примерно соответствовало территории исторической Восточной Армении.

### 1919 год

#### Парижская мирная конференция
Рассчитывая на решение проблемы Западной Армении с помощью Антанты, правительство Армении в феврале 1919 года направило делегацию на Парижскую мирную конференцию, хотя армяне не только не были признаны воюющей стороной, но и не получили официального приглашения на участие в конференции. Власти Республики Армения надеялись, что государства Антанты оценят вклад армянского народа в дело победы в войне и, учитывая принесённые им жертвы и территориальные потери, проявят добрую волю и постараются выполнить справедливое требование армянского народа о создании объединённой и независимой Армении.
7 декабря 1918 года правительство и парламент утвердили состав делегации (А. Агаронян, М. Пападжанян и А. Оганджанян, которым было предписано сотрудничать с западноармянской национальной делегацией, возглавлявшейся состоятельным армянином из Египта Погосом Нубар-пашой) и основные пункты требований:
1. Из бывших восточноармянских и западноармянских провинций Российской и Османской империй должно быть создано единое армянское государство.
2. В Армению должны войти все земли в границах намеченного армянским правительством передела Закавказья, а от Турции — шесть армянских вилайетов без окраинных провинций с неармянским населением и с выходом к морю.
3. Республика Армения должна иметь внутреннюю автономию и суверенитет — политический и военный.
4. Постоянный нейтралитет Республики Армения должен быть обеспечен международными гарантиями.
5. Независимость Республики Армения следует обеспечить дипломатической и военной протекцией одного или нескольких государств.
6. Необходимо добиться дипломатического признания Армении государствами Антанты и США, не ожидая окончательного определения международного положения Армении.
7. Необходимо обязать Турцию очистить территорию Закавказья в пределах границ 1914 года, передав Армении принадлежащие ей земли, боеприпасы, всё железнодорожное, почтово-телеграфное и другое государственное и общественное имущество.
8. Необходимо добиться ввода войск одной из дружественных Армении великих держав в Западную Армению до формирования собственных военных сил и предоставления западноармянским беженцам возможности вернуться на свои места.
9. Добиться создания из представителей стран Антанты особой следственной комиссии по расследованию тяжких преступлений, совершённых турецкими войсками и должностными лицами на захваченных ими армянских территориях, а также нанесённого армянскому народу ущерба. Ответственность за совершённые преступления возложить на правительство Турции и обязать её выплатить компенсацию за причинённый ущерб.
10. За учинённые в Западной Армении преступления призвать к ответственности членов правительства и высших должностных лиц Турции. Расходы на организацию возвращения депортированных западных армян и восстановление их хозяйства возложить на Турцию, возвращение и расселение армян осуществить под контролем Армении и стран Антанты[51].

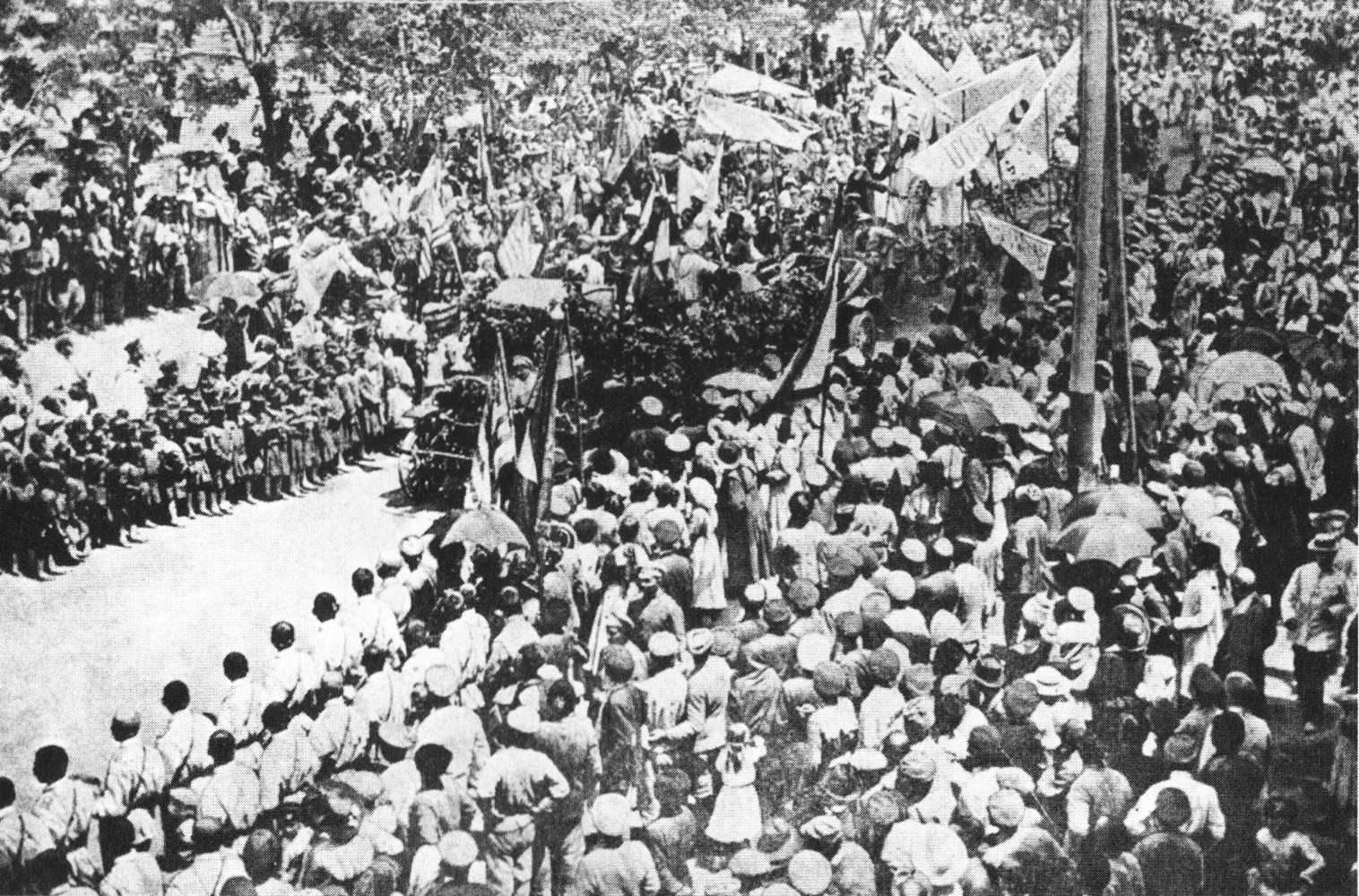
Празднование дня Республики, Эривань, май 1919 года

14 мая Парижская конференция приняла решение о передаче мандата на Армению Соединённым Штатам Америки. Правительство Армении подготовило необходимые материалы и передало их представителю президента США генералу Дж. Харборду, однако Сенат США после длительного обсуждения отклонил предложение президента США Вудро Вильсона о принятии мандата на Армению.

Армянские дети — беженцы из Западной Армении в Александрополе

Вопросы о дальнейшем развитии армянского государства вызывали острые дискуссии в обществе. Генерал Деникин в своих мемуарах даёт следующую характеристику общественных настроений Армении того времени: «Правящая партия дашнакцутюнов разделила свои голоса: часть стояла за автономию или федерацию обеих Армений с Россией; другая требовала „Великой и независимой Армении“ с Киликией и выходами к Чёрному и Средиземному морям. Это был американский проект, рождённый фантазией победителей, живших тогда ещё иллюзиями своего могущества. Он приводил бы к соотношению на новой территории мусульманского населения к армянскому как четыре к одному. Армянская народная партия (либеральная) высказалась за воссоединение с Россией; к ней присоединились социал-революционеры, в то время как социал-демократы, связанные тесно с грузинскими, поддерживали отделение от России вне зависимости от того или другого решения судьбы страны».
В новых политических условиях, когда Закавказье стало эпицентром столкновения интересов Великобритании и антисоветских сил Юга России, правительству Армении приходилось выстраивать свои отношения с Деникиным с оглядкой на британское военное командование. При этом Верховное главнокомандование ВСЮР и его Особое совещание продолжало рассматривать независимые государства Закавказья как временное явление, имеющее право на существование лишь до окончательной победы над большевиками. Это обстоятельство заставляло правительство Армении проявлять крайнюю осторожность в отношении Добровольческой армии. Попытки налаживания отношений с Советской Россией вообще не предпринимались, поскольку они могли иметь весьма негативные последствия для Армении.

#### Армения и британское военное присутствие в Закавказье
Мудросское перемирие, подписанное 30 октября 1918 года, укрепило позиции Великобритании на Чёрном море, в Закавказье и на всём Ближнем Востоке. По соглашению от 11 ноября, Турция и Германия должны были вывести свои войска с российских территорий в установленные государствами Антанты сроки, после вступления на эти территории войск Антанты. 17 ноября британские подразделения прибыли в Баку. 11 декабря военное министерство Великобритании в своём приказе изложило задачи британской военной миссии в Закавказье: обеспечение выполнения Турцией условий перемирия, контроль над Закавказской железной дорогой и нефтепроводом Баку — Батум, оккупация Баку, Батума и, возможно, Тифлиса.
В Грузию и Армению британские войска перебрасывались через батумский порт. Основные силы сошли 22—23 декабря, 24 декабря в Батуме была учреждена штаб-квартира и. о. бригадного генерала Кука-Коллиса, а 26 декабря часть войск была направлена в Тифлис. 12 января было создано британское генерал-губернаторство в Карсе, а 26 января — в Шарур-Нахичевани. Всего в этот период численность английских войск в Закавказье достигала 20 тысяч, из них 5 тысяч — в Баку.
Британское командование уведомило командующего Добровольческой армией генерала Деникина, что до завершения Парижской мирной конференции британские войска намерены обеспечивать поддержание порядка в Закавказье и содействовать правительствам Армении, Грузии и Азербайджана в стабилизации обстановки. Прикрываясь миротворческой миссией, Англия скрывала свои истинные цели, заключавшиеся в закреплении в Закавказье на основании франко-английского соглашения от 23 декабря 1917 года, разделившего территорию Россию на сферы влияния. Именно поэтому британское командование препятствовало любым контактам между Республикой Армения и Добровольческой армией.
Прибытие английских войск вызвало огромное воодушевление и породило у многих деятелей Республики Армения огромные надежды на скорое избавление от голода, страданий и лишений под покровительством «союзников». Пытаясь помешать отношениям Армении с Россией, британские представители обещали армянскому руководству поддержать создание самостоятельного армянского государства, которое объединит в своём составе русскую (восточную) и турецкую (западную) части Армении и будет иметь выход к Чёрному морю. Уже вскоре, однако, стало понятно, что британцы не считают Армению своим союзником в Закавказье (в отличие от Грузии и Азербайджана) в связи с предполагаемой пророссийской ориентацией её руководства. Британское командование на несколько недель и месяцев задерживало получение официальными представителями Армении европейских и американских виз. Британцы беспрепятственно вывозили из Карса оружие, боеприпасы, военное снаряжение, продовольствие, обмундирование и обувь, оставленные русскими войсками ещё в начале 1917 года, отказываясь передавать его армянам. При этом утверждалось, что вывозимое оружие и военное снаряжение они передают Добровольческой армии, хотя, по армянским данным, значительная его часть попадала в руки «турок и азербайджанцев».

#### Армяно-грузинская война
В декабре 1918 года произошёл вооружённый конфликт Армении с Грузией. Он был урегулирован в январе 1919 года при посредничестве британского командования, фактически поддержавшего Грузию, — по соглашению, подписанному в Тифлисе, до решения Верховным советом Антанты вопроса о границах между Грузией и Арменией северная часть Борчалинского уезда передавалась Грузии, южная — Армении, а средняя (в которой находились Алавердские медные рудники) объявлялась «нейтральной зоной» и административно подчинялась английскому генерал-губернатору. Вследствие раздела, территории с преимущественно армянским населением — Ахалкалакский уезд, северная часть Борчалинского уезда и некоторые селения в спорной зоне (напр. Болнис-Хачен) — оказались в составе Грузии.
В этом вооружённом конфликте столкнулись интересы Великобритании и Добровольческой армии. Добровольческая армия стремилась использовать создавшуюся ситуацию для расширения сферы своего влияния в Закавказье и установления контроля над черноморским побережьем (имеется в виду район Сочи, захваченный Грузией в июле 1918 года). Британское командование, имея целью сорвать стратегические планы генерала Деникина и нейтрализовать «русофильство» армян, активно помогало Грузии. Британские представители обвинили Армению в том, что «армяно-грузинскую войну армяне начали в союзе с Добровольческой армией и что она была направлена против независимости Грузии».
По завершении армяно-грузинского конфликта напряжённость в отношениях между Арменией и Грузией постепенно ослабла, и со взаимным признанием независимости между ними были установлены межгосударственные отношения, было восстановлено железнодорожное сообщение, оживились экономические связи. Тем не менее грузинские власти, пользуясь своим геополитическим положением, продолжали время от времени блокировать Армению, присваивая грузы, предназначенные для Армении.

#### Карсская область
Борьба за контроль Армении над Карсской областью проходила на фоне столкновения интересов Великобритании и Юга России. По условиям Мудросского перемирия турки должны были отойти на границы, существовавшие до 1 августа 1914 года, однако они предприняли всё, чтобы сохранить своё влияние на освобождаемых территориях. К Карсской области как к части территории бывшей Российской империи проявляла интерес также Добровольческая армия Юга России, однако этому решительно препятствовала Великобритания. Добровольческая армия стремилась превратить Карсскую область с её огромным запасом оружия и боеприпасов в свой стратегический плацдарм, который можно было бы использовать для воссоединения Закавказья с Югом России.
Командующий 9-й турецкой армией Якуб Шевкет-паша умышленно затягивал процесс вывода войск, тем самым содействуя созданию в Карсе Мусульманского национального совета, который был намерен воспрепятствовать возвращению в Карс 100 тысяч армян, бежавших в ходе турецкого наступления в начале 1918 года в Ереванскую и Тифлисскую губернии.
Преодолев противодействие командования британских войск в вопросе Зангезура, уступив ему в отношении Карабаха и при его прямом военно-политическом содействии в Карсской области и Нахичевани, правительство Армении в апреле-мае установило контроль над Карсом, Олту, Кагызманом. 3 мая к Армении были ненадолго присоединены Шарур и Нахичевань.

28 мая правительство Республики Армении объявило Армению «объединённой и независимой республикой», заявив, что «для восстановления целостности Армении и обеспечения полной свободы и благосостояния народа Правительство Армении, согласно единой воле и желанию всего армянского народа, заявляет, что с сегодняшнего дня разрозненные части навсегда объединены в независимый государственный союз». В состав парламента Республики Армении были дополнительно введены 12 депутатов — представителей западных армян.

#### Нахичевань
После совместного приказа от 3 мая, 14 мая армянские войска вместе с британским генералом К. М. Дэви мирно вошли в Нахичевань, приняв позиции от британских частей. Боевые действия начались 20 июля, когда турецко-азербайджанские войска под командой полковника Халила напали на гражданское население и армянские гарнизоны в Нахичевани, воспользовавшись выводом 800 британских солдат, прибытием пополнения из Баязета и помощью 3 тыс. персидских шахсевенов. В результате было уничтожено 45 армянских сел и вырезано 10-12 тыс. человек. С этих боёв и предшествовавшего им нападения на Шушу от 4-7 июня 1919 г. началась армяно-азербайджанская война.

#### Парламентские выборы
В июне 1919 года на основе прямого и всеобщего избирательного права был избран новый состав парламента из 80 депутатов («Дашнакцутюн» — 72, эсеры — 4, независимые — 1, мусульмане — 3). С августа 1919 по май 1920 года правительство возглавлял Александр Хатисов, в мае — ноябре 1920 года — Амазасп Оганджанян, 28 ноября — 2 декабря 1920 года — Симон Врацян.

### 1920 год

#### Контакты с Антантой
Решение проблемы Турецкой Армении правительство Республики Армения искало через активизацию международных контактов, пытаясь, в первую очередь, заручиться покровительством Антанты и помощью со стороны Лиги Наций. 19 января 1920 года Верховный совет союзников признал правительство Республики Армения де-факто, что позволило Армении направить полномочных представителей в ряд иностранных государств (Германия, Франция, США, Италия, Иран, Грузия, Азербайджан и др.). В апреле 1920 года в Сан-Ремо (Италия) была созвана конференция союзных стран, которая должна была при участии армянской делегации выработать условия мирного договора с Турцией.

#### Контакты с РСФСР

Закавказье и Восточная Анатолия в 1918—1920 гг.: Первая Республика Армения, территории спорные с Грузией (заштриховано вертикально) и с Азербайджаном — (заштриховано горизонтально), западная граница «Вильсоновской Армении» (линия красного цвета).

До весны 1920 года отношения между Республикой Армения и РСФСР были ограниченными в силу того, что эти государства были разделены белыми армиями Юга России. Совнарком РСФСР не признавал независимости закавказских республик. Кавказский краевой комитет РКП (б) и Кавбюро призывали к насильственному свержению правительства Армении, которое они называли «лакеем империализма» и заклятым врагом рабочих и крестьян. Контакты Армении с антибольшевистскими государственными образованиями Юга России советские власти рассматривали как проявление недружественного отношения к Советской России.
С весны 1920 года руководство Советской России приняло активное участие в поиске путей урегулирования армяно-турецких отношений. После установления в Баку Советской власти и ввода 11-й армии РККА на территорию Азербайджана, представители НКИД РСФСР в мае — июле вели в Москве переговоры с армянской делегацией, которую возглавлял поэт Леон Шант. Эти переговоры, однако, зашли в тупик ввиду того, что территориальные претензии дашнакского правительства (Эрзурум, Лазистан, Трапезунд и несколько турецких вилайетов) были признаны чрезмерными — тем более что в это же время на контакты с советским правительством вышли представители кемалистов, рассматривавших Советскую Россию как союзника в борьбе с империалистической Антантой, — эти контакты были установлены через Азербайджан. В ходе переговоров как с армянскими (Леон Шант), так и с турецкими (генерал Халил-паша, министр иностранных дел кемалистского правительства Бекир Сами-бей и др.) представители советского правительства выдвигали «принцип этнографической границы», основанной на национальных взаимоотношениях, существовавших до Первой мировой войны, и предлагали «произвести взаимное переселение, для того чтобы создать с обеих сторон однородную этнографическую территорию». Эти предложения, однако, не имели успеха.

#### Установление советской власти в Азербайджане
Советская власть была установлена в Баку в конце апреля 1920 года. В конце апреля — первой половине мая силами 11-й армии РККА и при содействии турецких кемалистов почти на всей территории Азербайджана была установлена советская власть, в том числе в Карабахе, откуда были выведены регулярные армянские войска.

#### Установление советской власти в Нахичевани
Части 11-й армии РККА, вошедшие в Азербайджан, во взаимодействии с азербайджанскими войсками неоднократно пытались установить контроль над Зангезуром, но армянское ополчение под руководством Нжде отбивало все эти попытки. Тем не менее в начале июля части 11-й армии смогли пробить коридор в направлении Нахичевани. В это же время на Нахичевань из Эривани выдвигалась группировка армянских войск под командованием генерала Багдасарова. Однако 2 июля армянская армия натолкнулась на 9-тысячный корпус турецкой армии под командованием Джавид-бея, осуществивший марш-бросок в районы Нахичевани, Джульфы и Ордубада. Передовые части корпуса, насчитывавшие 3 тыс. штыков, достигли Шахтахтов и Нахичевани. Установив взаимодействие с турецкими войсками, советские войска взяли под свой контроль районы Ордубада, Джульфы и Нахичевани. Наступление армянских войск на Нахичевань было блокировано, с одной стороны, наступательными операциями Красной армии, с другой — массированной атакой турецких войск.
28 июля в Нахичевани была провозглашена Нахичеванская Советская Социалистическая Республика. 10 августа между Арменией и РСФСР был подписан договор о прекращении огня, закрепивший пребывание советских войск на временной основе в спорных территориях — Зангезуре, Карабахе и Нахичевани (под контролем армянских войск остались Шахтахты и весь Шарур). Руководство Нахичеванского ревкома заявило о том, что население региона признаёт Нахичевань «неотъемлемой частью Азербайджанской ССР». В Эривань для продолжения переговоров прибыла российская делегация Советской России во главе с Борисом Леграном, полпредом РСФСР в Республике Армении.

#### Севрский мирный договор

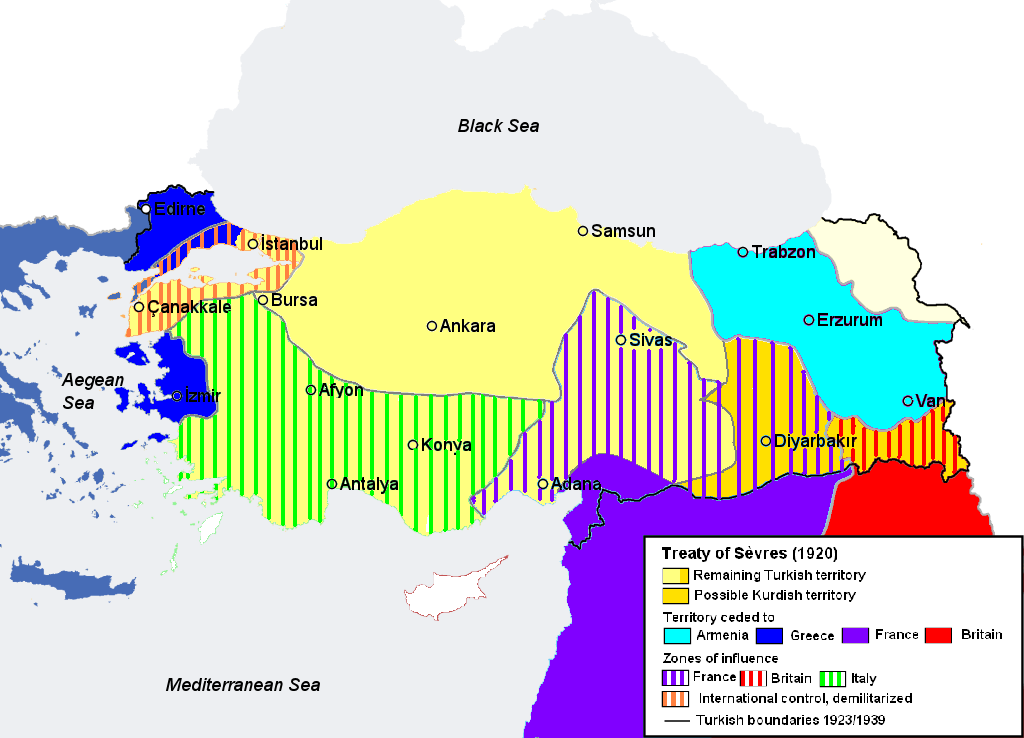
Предлагавшийся по Севрскому договору раздел Турции. Голубым показана территория, отходившая к Армении.

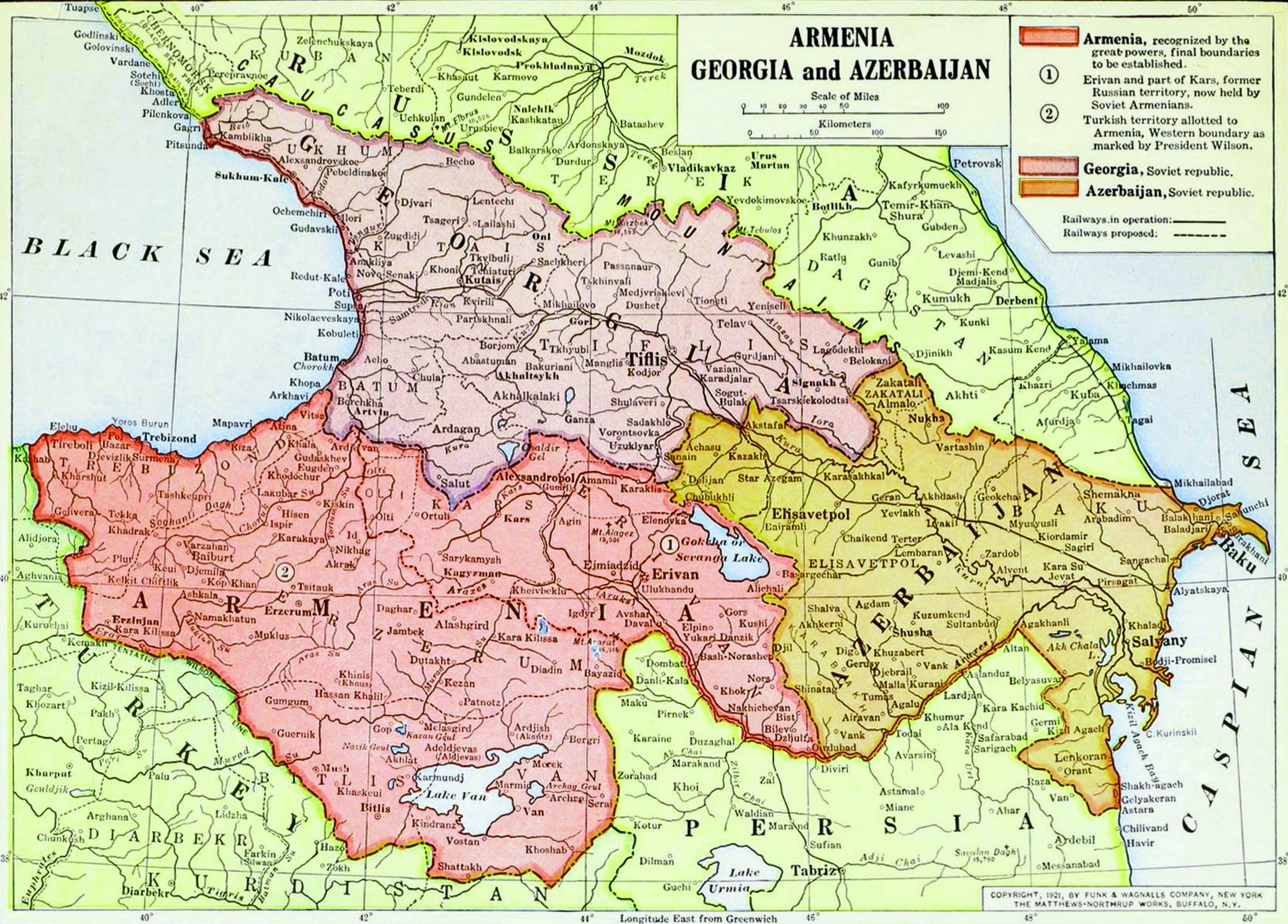
Американская карта 1921 года показывающая западную границу Армении с Туpцией по Севрскому договору, установленную арбитражем президента Вудро Вилсона. Первоначалные границы и спорные территории Советских республик Закавказья, установленные после Московского договора.

10 августа 1920 года в городе Севре (Франция) в результате переговоров между странами Антанты и присоединившимися к ним государствами (в том числе Республикой Армения), с одной стороны, и султанской Турцией — с другой, был подписан Севрский мирный договор, согласно которому, в частности, Турция признавала Армению как «свободное и независимое государство». Турция и Армения соглашались подчиниться президенту США Вудро Вильсону по арбитражу границ в пределах Ванского, Эрзурумского, Битлисского и Трабзонского вилайетов и принять его условия относительно доступа Армении к Чёрному морю (через Батум). (Согласно решению американского президента, направленному европейским державам в ноябре 1920 года на основе результатов работы специальной комиссии, Армения должна была получить две трети территории вилайетов Ван и Битлис (без южных районов с мусульманским большинством), почти весь вилайет Эрзурум и восточную часть вилайета Трапезунд (населённую лазами и греками), включая порт Трапезунд — в совокупности, около 100 тысяч км²).
Великое национальное собрание Турции, однако, отказалось ратифицировать договор, подписанный султанскими представителями. Кемалисты не собирались признавать условия договора, по которым им пришлось бы отдать Армении часть исконно турецкой территории, установленной «Национальным турецким пактом», — более того, в их понимании в исконно турецкие земли входила не только Западная Армения, но и по крайней мере половина территории, которую в августе 1920 года контролировала Республика Армения (вся территория к западу от русско-турецкой границы, установленной после войны 1877—1878 годов). Добиться исполнения условий Севрского мирного договора Армения могла бы лишь победой в очередной войне, однако силы сторон были явно неравны. На этот период Армения располагала армией, численность которой не достигала и 30 тысяч человек. Ей противостояла турецкая армия численностью 50 тысяч человек под командованием Кязым-паши Карабекира. Помимо регулярных войск, Карабекир мог рассчитывать на многочисленные нерегулярные вооружённые формирования, также готовые воевать против армян. Что касается армянской армии, которую считали наиболее обученной и дисциплинированной в Закавказье, она была морально и физически измотана в результате участия в практически не прекращающихся с 1915 года войн. Как показали дальнейшие события, Армения не могла рассчитывать и на серьёзную внешнеполитическую поддержку, тогда как кемалисты пользовались дипломатической и военной помощью со стороны Советской России и Азербайджанской ССР.
Новой турецко-армянской войны можно было бы избежать, если бы Армении удалось заключить военный союз с Грузией, направленный на совместную защиту независимости и территориальной целостности закавказских республик от турецкой и советской экспансии. В середине августа армянское правительство под влиянием нового британского верховного комиссара в Закавказье Клода Стокса (Claude Bayfield Stokes) предприняло некоторые шаги в этом направлении, однако власти Армении и Грузии не смогли преодолеть существующие между ними разногласия, чему также мешала активность турецкой дипломатии в Тифлисе.

#### Армяно-турецкая война

Советско-турецкая граница, установленная по Карсскому договору. Красным цветом обозначена Российско-Османская граница по состоянию на 1914 год

20 сентября М. Кемаль отдал Кязыму Карабекир-паше приказ занять Карсскую область Республики Армения вплоть до Кагызмана. 27 сентября М. Кемаль объявил об этом на созванном им секретном заседании Великого национального собрания. Факт агрессии подтвердил также в Тифлисе полковник Кязим-бей Дирик, при встрече с А. Хатисовым. Боевые действия носили ползучий характер и первые пересечения границы состоялись 12 сентября, когда 4 тыс. аскеров с артиллерией и кавалерией вторглись в Олтинский округ. Бои усилились с 22 сентября и переросли в общее наступление 27 сентября, в этот день в наступление пошли 4 дивизии 15-го турецкого армейского корпуса (до 50 тысяч человек). 29 сентября турецкая армия заняла Сарыкамыш и Кагызман, 30 сентября — Мерденек.  8 октября правительство Армении обратилось «ко всему цивилизованному миру» с просьбой принять меры для прекращения турецкого наступления. Однако армия Карабекир-паши, развивая наступление, 30 октября захватила Карс, 7 ноября — Александрополь, развивая наступление на Эривань.
Потеряв за два месяца две трети довоенной территории Армении, дашнакское правительство 18 ноября было вынуждено заключить перемирие, а 2 декабря Армения и Турция подписали Александропольский договор, согласно которому территория Армении сокращалась до Эриванского и Гокчинского (озеро Севан) районов, численность армянской армии ограничивалась 1,5 тысячи человек, а её вооружение — 20 пулемётами и 8 орудиями.
Александропольский мирный договор был подписан дашнакским правительством, которое фактически уже не имело власти. 2 декабря в Эривани было подписано соглашение между РСФСР и Республикой Армения, по которому сменялось правительство Армении, и она провозглашалась советской республикой. Правительство ССР Армении отказалось признать Александропольский мир. 13 октября 1921 года при участии РСФСР был подписан Карсский договор, окончательно установивший советско-турецкую границу.

## Социально-экономическая ситуация

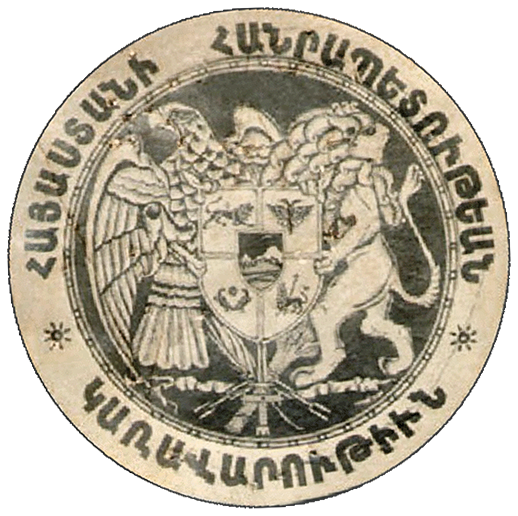
Монета первой республики Армения

Социально-экономическое положение Армении было крайне тяжёлым. По оценкам правительства, более половины её населения составляли беженцы и переселенцы, лишённые крова и пропитания. Селения были разрушены и опустошены, работы в них были полностью остановлены. Из-за отсутствия хлеба и острой нехватки других продуктов питания жители армянских селений уже к октябрю истратили посевные запасы, а вскоре очередь дошла до тяглового скота. В результате массового голода усилилось распространение инфекционных болезней, в первую очередь сыпного тифа. По данным министерства внутренних дел Республики Армения, к лету 1919 года из-за эпидемии сыпного тифа и голода страна потеряла около 192 тысяч человек. Республика Армения была изолирована от внешнего мира, поскольку единственная железнодорожная линия Карс — Александрополь — Джульфа была захвачена турками. В отсутствие связей с Россией, Персией и Европой прекратился ввоз потребительских товаров, возник острый дефицит товаров первой необходимости. В стране царили хаос и безвластие, усугублявшиеся столкновением конфликтующих интересов населения и местных лидеров различных регионов Армении — Эривани, Вана, Сасуна, Карабаха и т. п.
Положение ещё более осложнялось тем, что около 30 % населения Республики Армения составляли мусульмане, представлявшие угрозу для молодого государства. Мусульмане не только не признавали власть армян, но и зачастую противостояли этой власти с оружием в руках.
Как отмечает историк Гегам Петросян, сложная внутренняя и внешнеполитическая ситуация вызывала у большинства населения недоверие к идее самостоятельности Республики Армения. По свидетельству деятеля партии Дашанакцутюн Аршака Джамаляна, большинство восточных армян — крестьян и мелкой буржуазии, пострадавших от политического и экономического хаоса, — мечтало о возвращении России и прежней жизни. К воссоединению Армении с Россией призывали даже отдельные члены парламента. В представлении же западных армян Арменией являлась лишь родина — Западная Армения. Гегам Петросян полагает неслучайным тот факт, что на начальном этапе существования республики парламент и правительство Армении сочли нецелесообразным официальное принятие декларации о провозглашении независимости.
В течение первых месяцев существования Республики Армения морально-психологическая атмосфера, сложившаяся в стране, негативно сказывалась на деятельности правительства. Власти проявляли неспособность к чёткой и слаженной работе, в том числе в связи с разногласиями между парламентом, правительством и господствовавшей политической силой страны — Армянской революционной партией Дашнакцутюн. Ованес Качазнуни позднее признает: «Практически наша партия стремилась подчинить себе, взять под свой контроль как законодательный орган, так и правительство. Возникла неприемлемая двойственность власти: публично — парламент и правительство, в тени — партия и её органы. Понятно, что эти две формы власти — официальная и неофициальная, могли лишь мешать и сковывать друг друга; формальные требования не позволяли, чтобы партия действовала свободно и оперативно, изъявляла свою волю, а вмешательство партии не позволяло правительству проводить свою линию».
Осенью в связи с серьёзными разногласиями между правительством и парламентом по вопросу о внутренней и внешней политике было принято решение о создании коалиционного правительства. 4 ноября парламент принял отставку правительства. Новое коалиционное правительство вновь возглавил Ованес Качазнуни. Портфели министров были распределены между представителями партии Дашнакцутюн и Армянской народной партии:
- министр иностранных дел Сиракан Тигранян (Дашнакцутюн)
- министр внутренних дел Арам Манукян (Дашнакцутюн)
- военный министр генерал Иван Ахвердов (беспартийный)
- министр финансов Арташес Энфиачян (АНП)
- министр юстиции Самсон Арутюнян (АНП)
- министр просвещения Микаел Атабекян (АНП)
- министр снабжения продовольствием Левон Гулян (АНП)
- министр общественного попечения Хачатур Карчикян (Дашнакцутюн).

В связи с отсутствием трёх министров от АНП их обязанности исполняли представители партии Дашнакцутюн. Через несколько месяцев АНП вышла из правительства.
Сам Качазнуни, выступавший против авторитаризма партии Дашнакцутюн и за развитие парламентской демократии, с течением времени был отстранён от управления государством, что означало по сути усиление влияния партии Дашнакцутюн. 4 февраля 1919 года парламент командировал Качазнуни в Европу и Америку с целью закупки для Республики Армения зерна, продовольствия и предметов первой необходимости. В связи с тем, что английское военное командование умышленно оттягивало предоставление Качазнуни возможности выезда за рубеж, он смог уехать в Америку лишь 29 мая.

#### Внешняя политика
Определяя приоритеты внешней политики Республики Армения, Ованес Качазнуни, совмещавший первые полгода должности премьер-министра и министра иностранных дел, исходил из необходимости обеспечения физического выживания армянского народа. Он заявлял: «… Я буду следовать высокому принципу — установлению доброжелательных отношений с соседними странами, всеми возможными способами избежав столкновения с ними. Это продиктовано тем обстоятельством, что нашему народу, нашей стране необходима передышка, необходим мир, пусть даже нестабильный. Мы истощены, обессилены и, в конце концов, дезорганизованы. Мы не способны к дальнейшему напряжению сил, мы не выдержим новых испытаний. Любое новое осложнение внешней ситуации грозит нам неизбежной и окончательной гибелью. Мы являемся разгромленной, потерпевшей поражение стороной. Мы должны это чётко осознавать, всегда об этом помнить и иметь мужество сделать соответствующие выводы.
На данный момент мы можем иметь одну цель — спасти осколки армянской нации и осуществить героическую попытку создания государства на оставшейся ещё в наших руках маленькой территории. 
Осознание этого должно стать краеугольным камнем нашей нынешней внешней политики».
Из этого заявления следует, что первоочередной задачей Армении во внешнеполитической сфере была политика в отношении Османской империи, всё ещё не отказавшейся от идеи уничтожить Армению, являвшуюся преградой на пути реализации пантюркистских устремлений. Качазнуни считал необходимым использовать все возможные способы и средства для примирения с Турцией, невзирая на её антиармянскую политику. Тем временем Турция, первой признавшая независимость Республики Армения, в конце июня приветствовала «окончательное решение Армянского вопроса». Турецкие власти заявляли, что «они создали Армению, и таким образом считают Армянский вопрос окончательно решённым».
Уже 7-9 июля, однако, нарушив Батумский мирный договор, турки начали военные действия против дислоцированных в Сардарапате и Эчмиадзине армянских войск. Более половины территории Армении было захвачено турецкими войсками. Турки находились на расстоянии нескольких километров от Эривани, и угроза захвата столицы Армении была вполне реальной. Для прорыва турецкой блокады руководство Армении попыталось воспользоваться существовавшими в вопросе о Закавказье разногласиями между Турцией и Германией, которая противилась чрезмерному усилению турецкого влияния в Закавказье и настаивала на соблюдении Турцией условий Брестского мирного договора.
Отношения Республики Армения с её непосредственными соседями — Грузией и Азербайджаном — продолжали оставаться нестабильными, неопределёнными и противоречивыми в силу противоположности их политических целей и внешнеполитической ориентации. Немаловажную роль в этом играла и спорность границ между тремя республиками, а также унаследованное из прошлого взаимное недоверие. Азербайджан и Грузия стремились сблизиться с Турцией с целью образования единого фронта против России, тогда как Армения рассматривала доминирование Турции в Закавказье как серьёзную угрозу. Азербайджан, опираясь на присутствие в Закавказье турецкой армии, угрожал восточным границам Армении. Грузия по подписании Батумского договора, пользуясь своим положением германского протектората, требовала от Армении отказаться от пророссийской ориентации. Для Армении выполнение этого требования означало бы отказ от своих территорий, ориентацию на Турцию и Германию и, в конечном счёте, признание факта господства Грузии в Закавказье.
В первой половине июня в Тифлисе по приглашению грузинской стороны прошли грузино-армянские переговоры, на которых Ираклий Церетели от имени Грузинского национального совета заявил, что к Грузии должны отойти все спорные территории со смешанным армяно-грузинским населением — Ахалкалакский и Борчалинский уезды Тифлисской губернии, Казахский уезд Елизаветпольской губернии, а также район Памбак Александропольского уезда Эриванской губернии. Армянская сторона отвергла эти требования.
Оказавшись в фактической изоляции от внешнего мира, Республика Армения была вынуждена нарушить подписанное ею 3 июня в Батуме обязательство, а также пункты мирного договора от 4 июня, и стала, невзирая на гражданскую войну, тайно искать возможности установления связей как с советскими, так и с несоветскими государственными образованиями, существовавшими на территории России. Правительство Армении пыталось таким образом добиться признания её независимости и обеспечить дружественные отношения со всеми государственными образованиями на территории России, рассчитывая на то, что Россия сможет нейтрализовать враждебность в отношении Армении со стороны других закавказских государств и опасность, грозящую со стороны Турции. Армянские власти были озабочены судьбой тысяч армянских военнослужащих бывшей Русской армии, возвращавшихся с фронтов мировой войны, а также из австрийского и германского плена и скопившихся на Юге России в поисках возможностей для возвращения на Родину. Незамедлительного решения требовала и проблема армянских беженцев, нашедших в России убежище от турецкой резни. Около 30 тысяч армянских беженцев в тот период скопилось на территории Советской России. На Юге России — в Донском и Кубанском крае, на Северном Кавказе — нашли пристанище более 100 тысяч армянских беженцев и несколько тысяч бывших армянских военнопленных, находившихся в бедственной ситуации и погибавших от голода и болезней.
Советская Россия наотрез отказалась признавать независимость Республики Армения и фактически отклонила предпринятую армянской стороной попытку установления отношений. Несмотря на это, правительство Республики Армения, исходя из внешнеполитических интересов страны, не приняло участия в коалиции политических сил, боровшихся против Советской России. В то же время армянское правительство установило связи с антисоветским краевым правительством Кубани и командованием вооружённых сил Юга России в надежде на их содействие возвращению армянских военнопленных и беженцев на родину и организации поставок хлеба, других продуктов питания, оружия и боеприпасов. При этом армянские власти осознавали, что Добровольческая армия Юга России, как и Советская Россия, не признаёт существование независимых государств, отделившихся от бывшей Российской империи. Отношения Армении с несоветскими государственными образованиями Юга России носили полуофициальный и даже секретный характер. Правительство Армении, с одной стороны, стремилось установить отношения с Главным командованием ВСЮР и Особым совещанием, а с другой — избегало заключения с ними какого-либо политического соглашения, пытаясь ограничить свои контакты лишь торгово-экономическими связями и решением вопроса об армянских военнопленных и беженцах.
4 ноября 1918 года парламент Республики Армения назначил министром иностранных дел Сиракана Тиграняна.

## Население

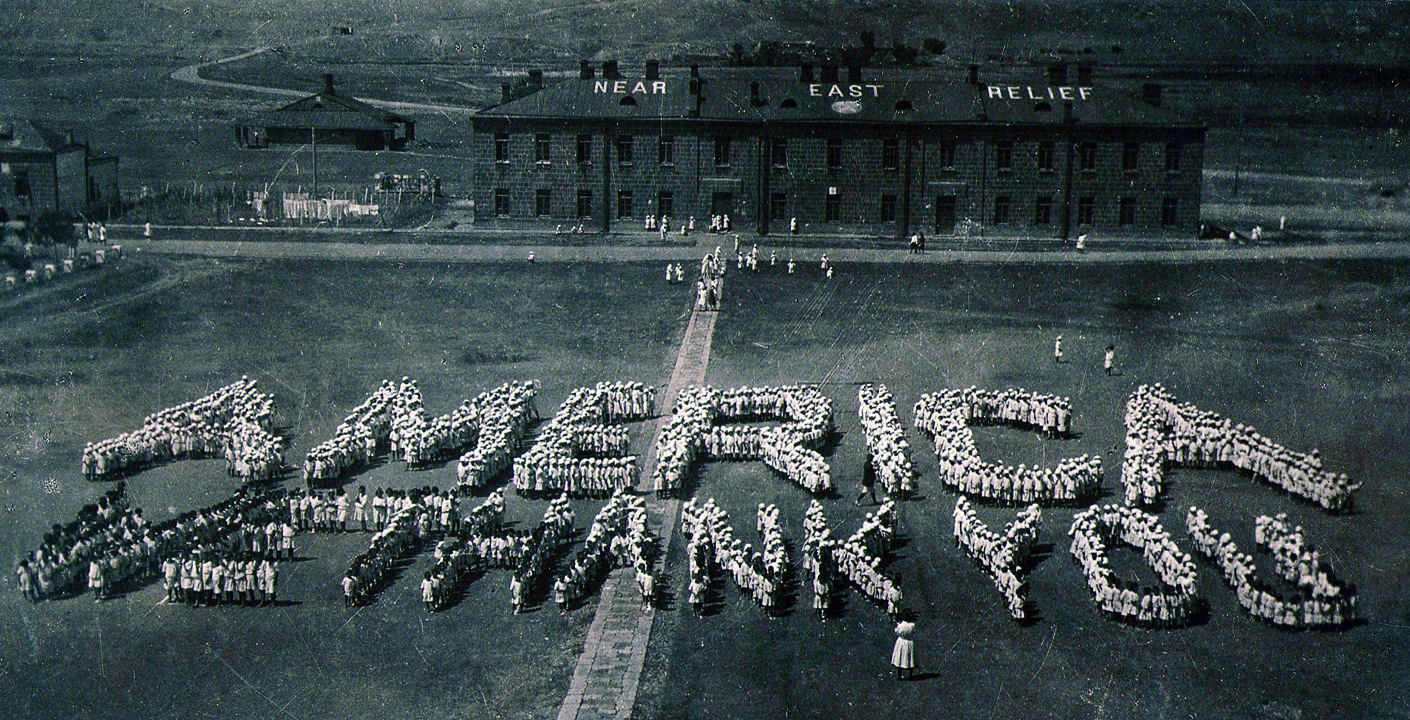
Армянские сироты Ближнего Востока в Американском детском доме помощи в Александрополе, выстроившиеся в форме фразы America We Thank You — «Америка мы благодарим тебя».

По состоянию на май 1918 года, на территории Армении проживало 669 871 армян, 365 841 татар (совр. азербайджанцев), 36 508 курдов, 21 854 русских, грузин, греков, цыган, 12 624 езидов, 8000 турок.

## Административно-территориальное деление

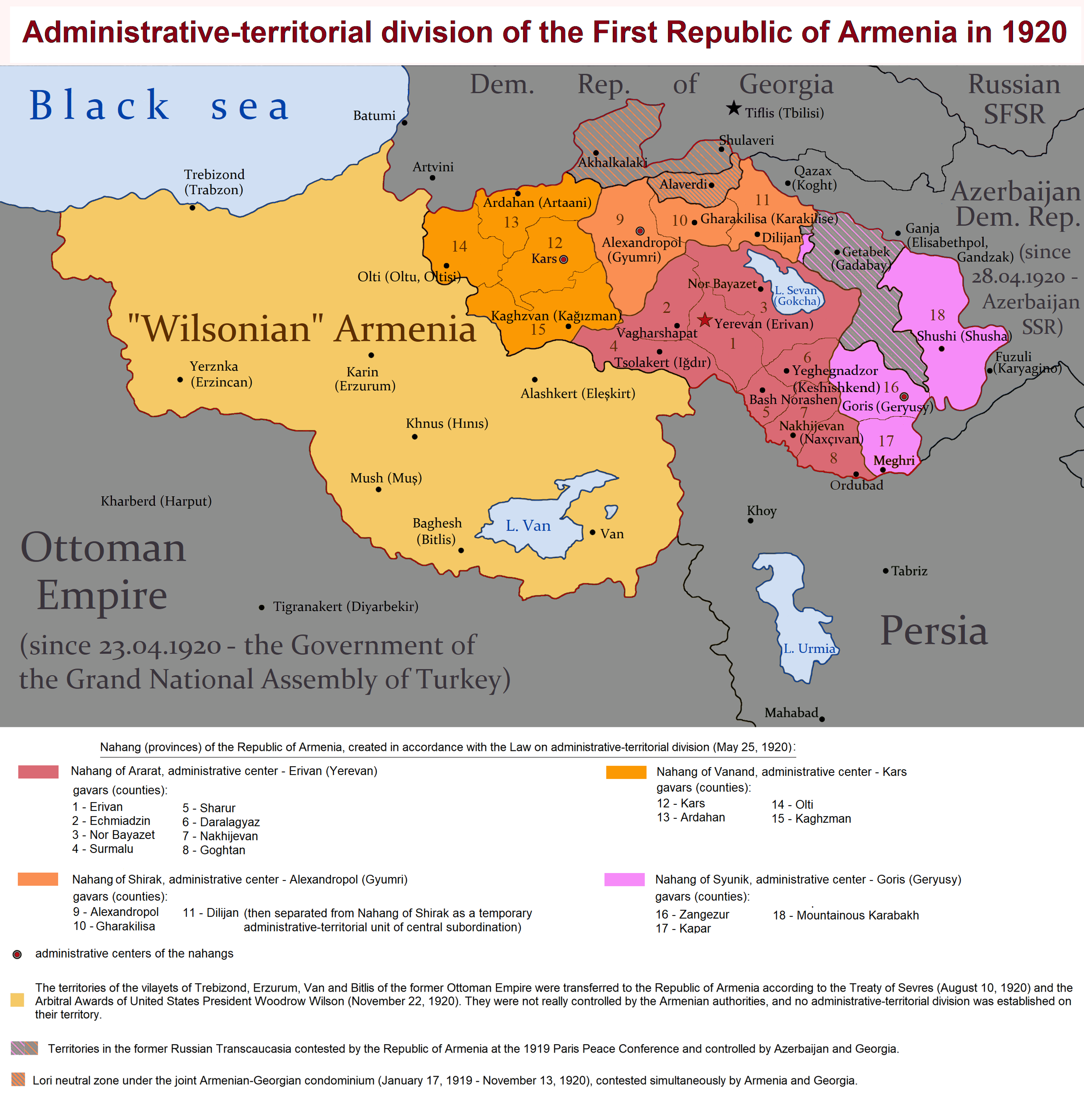
Административно-территориальное деление Республики Армения в 1920 году.

Согласно закону об административно-территориальном делении от 25 мая 1920 года территория Республики Армения была разделена на 4 губернии (наханга):
- Араратская губерния (центр — г. Ереван (Эривань)), состоявшая из 8 уездов (гаваров) — Ереван, Эчмиадзин, Нор Баязет (Ново-Баязет), Сурмалу, Шарур, Даралагяз, Нахиджеван (Нахичевань) и Гохтан.
- Ширакская губерния (центр — г. Александрополь), состоявшая из 3 уездов (гаваров) — Александрополь (Гюмри), Гаракилиса (Караклис) и Дилижан. Впоследствии уезд Дилижан был выделен из Ширакской губернии в качестве временной отдельной административно-территориальной единицы. В заявленную территорию губернии входили находившаяся под совместным армяно-грузинским кондоминиумом Лорийская нейтральная зона, а также контролировавшиеся Грузией Ахалкалакский и северная часть Борчалинского уездов.
- Ванандская губерния (центр — г. Карс), состоявшая из 4 уездов (гаваров) — Карс, Ардахан (Ардаган), Олти (Ольты) и Кагзман (Кагызман).
- Сюникская губерния (центр — г. Горис). состоявшая из 3 уездов (гаваров) — Зангезур, Капан и Нагорный Карабах. Нагорный Карабах управлялся местным армянским Национальным Комитетом нагорного Карабаха. В заявленную территорию губернии входили контролировавшиеся Азербайджаном части Джеванширского и Елизаветпольского уездов.

Приграничные с Турцией и Персией районы Араратской, Ванандской и Сюникской губерний не управлялись армянскими властями и находились под контролем местных мусульманских тюркских и курдских полевых командиров и сил самообороны.
Переданные Армении по Севрскому договору в августе 1920 года части Ванского, Эрзурумского, Битлисского и Трабзонского вилайетов бывшей Османской империи армянскими властями не контролировались, новое административно-территориальное деление на них установлено не было.

## Память

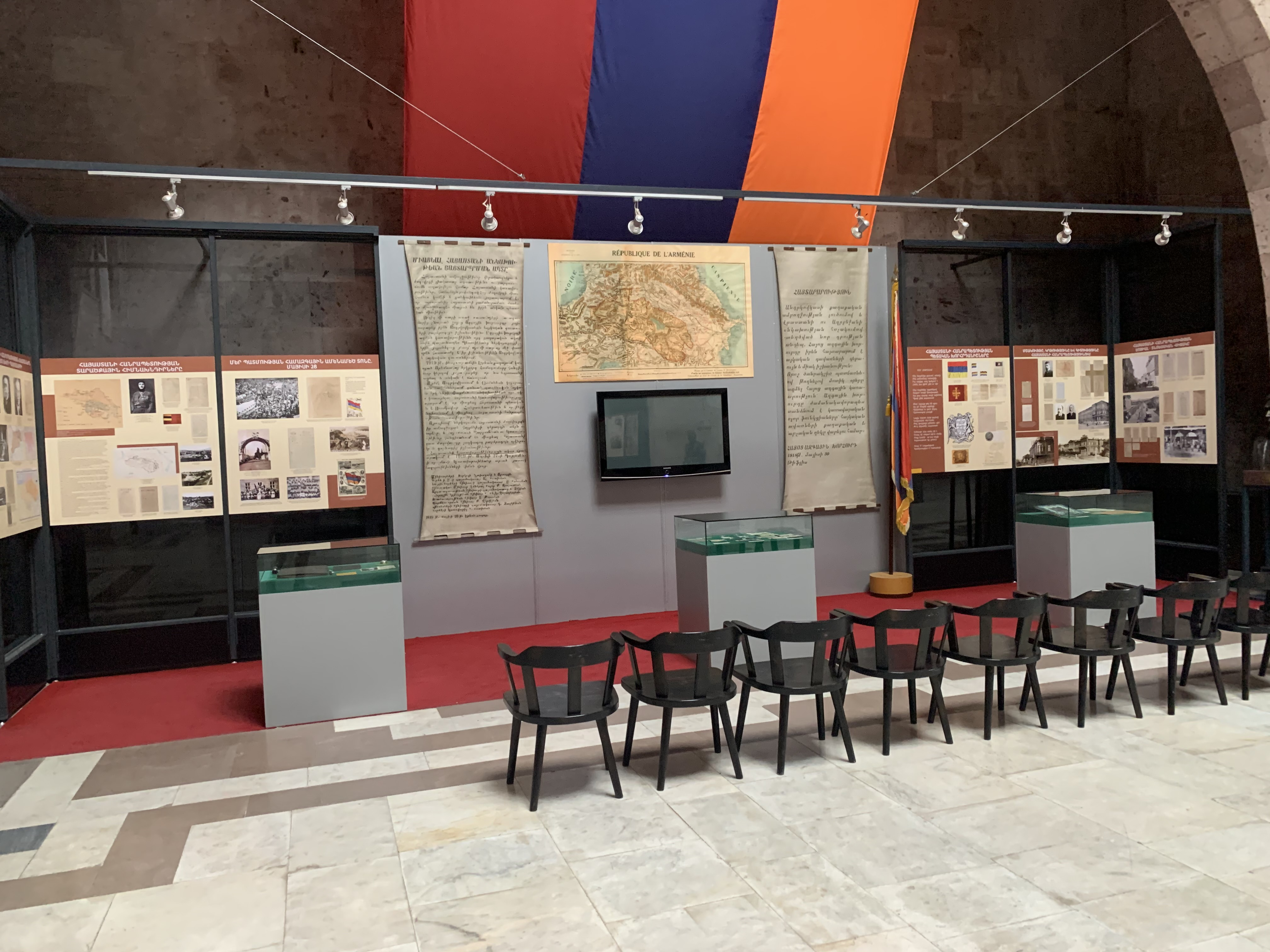
Экспозиции, посвящённые Первой республике, Этнографический музей Сардарапат
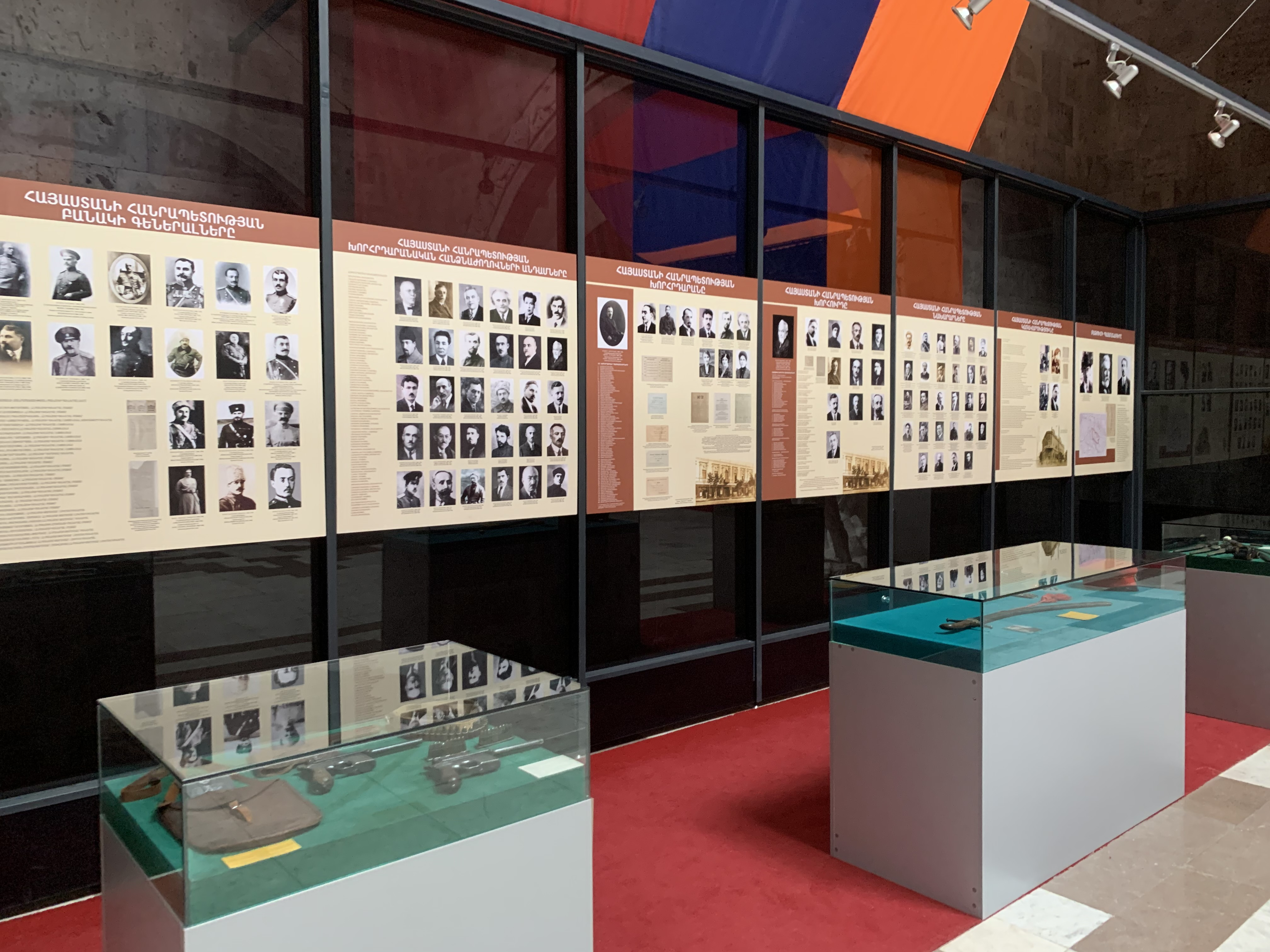
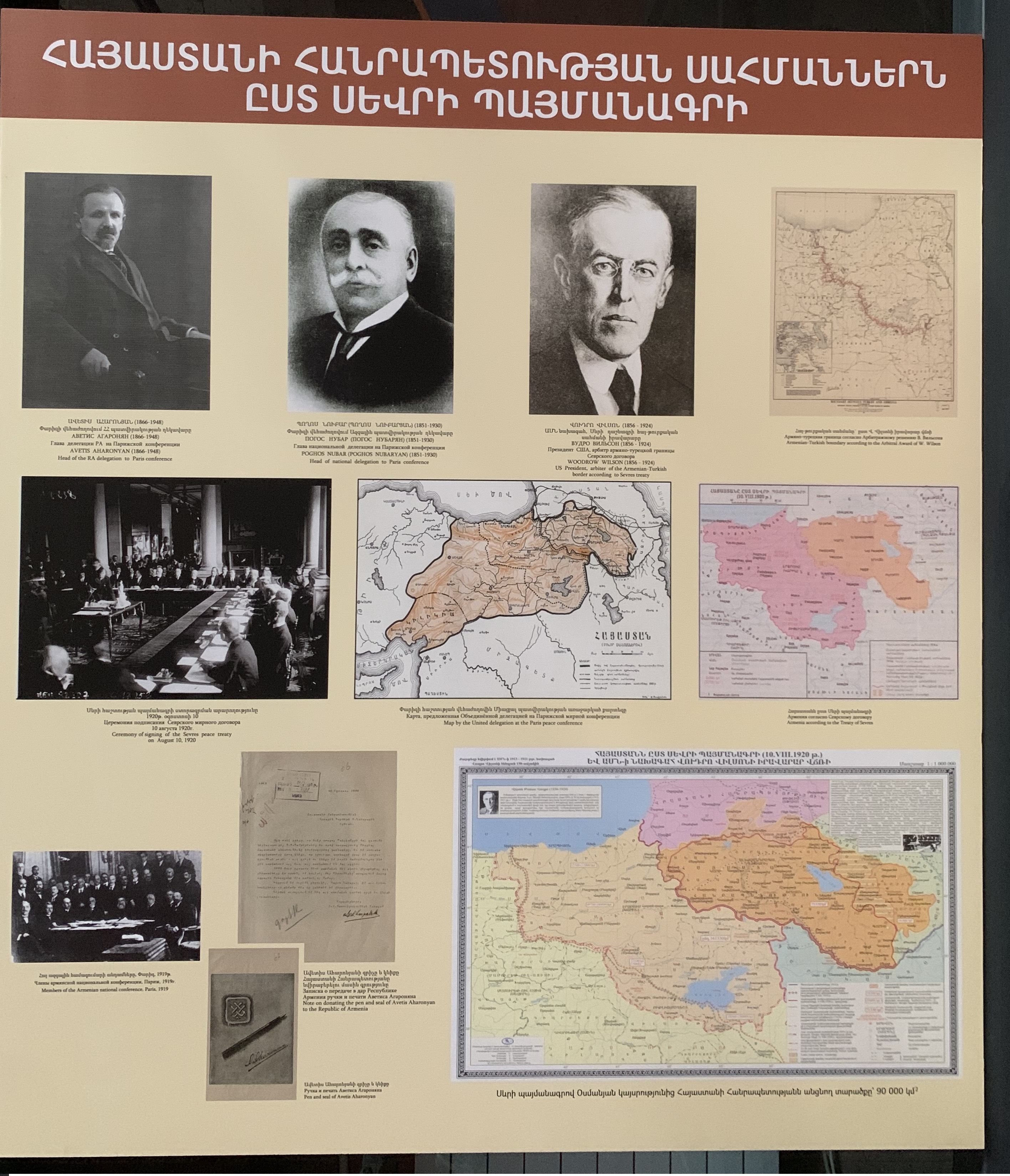